# Menhir

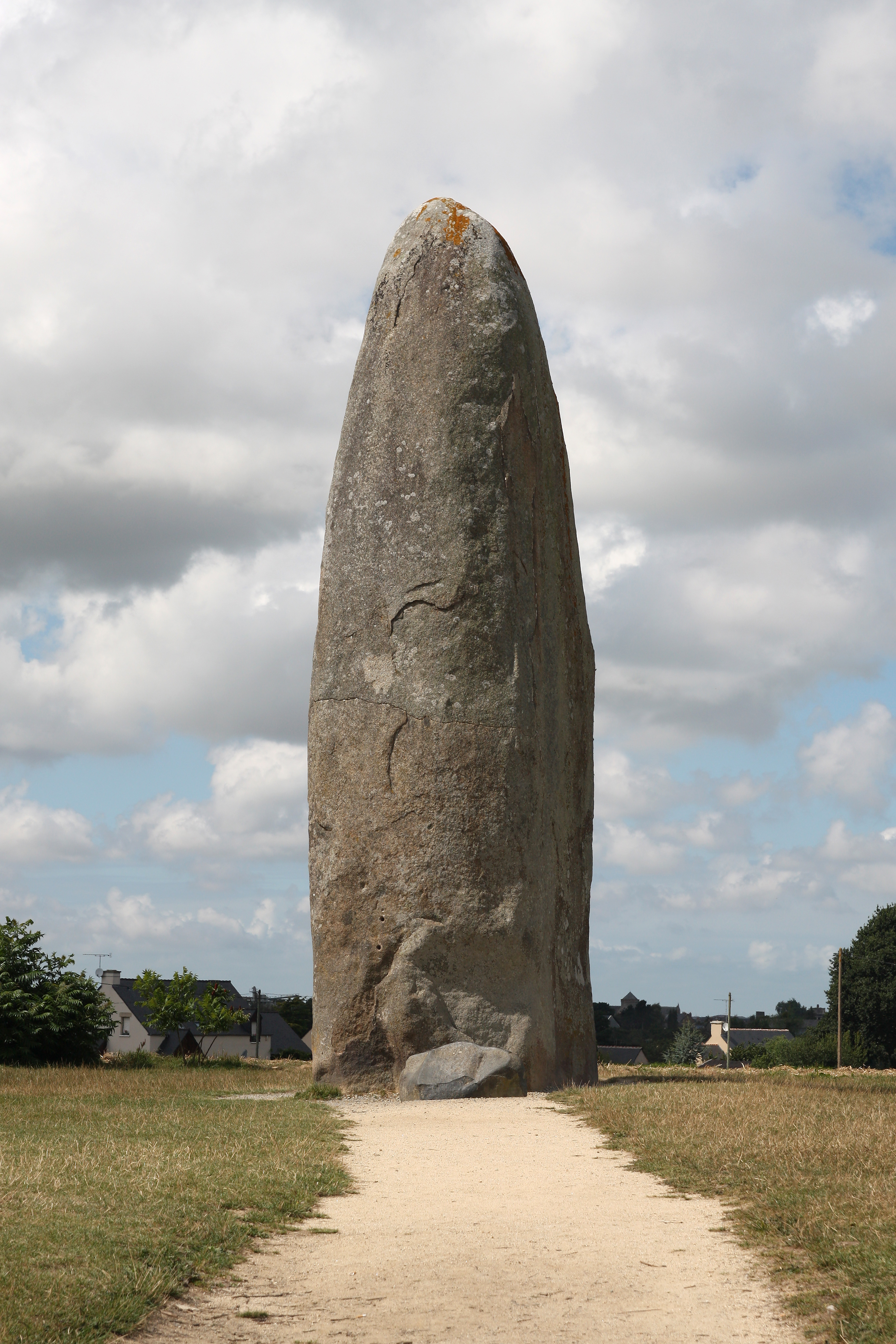
Menhir vom Champ-Dolent, etwa 9,5 m hoch (bei Dol-de-Bretagne, Ille-et-Vilaine)

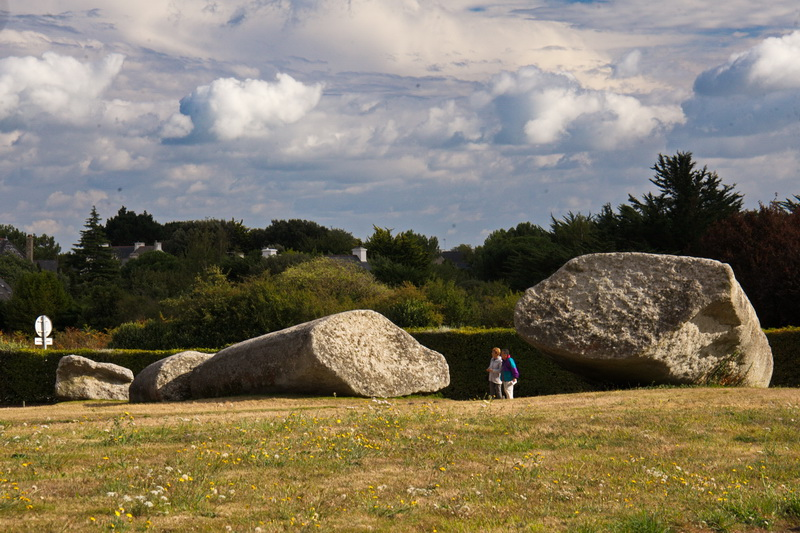
Der ursprünglich etwa 20 Meter hohe Grand Menhir bei Locmariaquer (Bretagne)

Menhir ist eine aus dem Bretonischen entlehnte Bezeichnung für einen vorgeschichtlichen, hochragenden Steinblock, der auch als Hinkelstein bekannt ist. In der prähistorischen Archäologie bezeichnet das Wort einen länglichen Einzelstein (bretonisch maen „Stein“ und hir „lang“), der in vorgeschichtlicher Zeit von Menschen aufrecht gestellt wurde. Die Bezeichnung stammt von Théophile Malo Corret de la Tour d’Auvergne.

## Terminologie
Die Bezeichnung Menhir wurde durch die Publikation Origines gauloises (1796) von La Tour d’Auvergne in die archäologische Fachliteratur Frankreichs und Kontinentaleuropas eingeführt. Der Name wurde schnell von dem Historiker Pierre Jean-Baptiste Legrand d’Aussy (1737–1800) weitergegeben. Nach Rowe ist das Wort auch in der kornischen Sprache gebräuchlich. Reinach verweist auf einen Aufsatz von Stephen Williams von 1704, der von meini-gwyr in Cornwall berichtet. Bereits Camden gebrauchte jedoch in seiner Britannia (1759) die Ausdrücke meinen-gwyr und maen-gwyr. Reinach spricht von einem „neo-keltischen Begriff“. In der bretonischen Umgangssprache bezeichnet das Wort maen-hir jeden langen Stein, so heißen die beiden aufrecht stehenden Steine in Gourin (Morbihan) maen-hir ‚langer Stein‘ und er-maen-berr ‚kurzer Stein‘. Menhire werden im Bretonischen gewöhnlich als peulvan (wörtlich ‚Steinsäule‘) bezeichnet.
Es wurde versucht, den Namen der sächsischen Irminsul als Hir-min-sul von Menhir abzuleiten, dies ist jedoch sprachwissenschaftlich nicht haltbar. Carl Schuchhardt verwendet noch 1916 Irminsul als Synonym für Menhir.

### „Hinkelstein“
Die im deutschen Sprachraum zu findende volkstümliche Bezeichnung Hinkelstein für einen Menhir bildete sich im Mittelalter aus. Irgendwann wurde das Wort Hünenstein („Riesenstein“) nicht mehr richtig verstanden und vermutlich über Hühnerstein mundartlich zu Hinkelstein abgewandelt (mittelhochdeutsch und teilweise heute noch in deutschen Dialekten: „Hinkel“ für Huhn). Unter diesem Namen spielen Menhire auch in der deutschen Übersetzung der Comicserie Asterix eine Rolle (Obelix trägt und verkauft Hinkelsteine) und war Namensgeber eines Asterix-Filmes, wodurch die Beliebtheit der Bezeichnung anstieg.

## Definition
Marcel Baudoin definiert einen Menhir als länglichen, unbearbeiteten Einzelstein, der aufrecht gestellt wurde. Orthostaten, also Steine, die einen Deckstein tragen, als Menhir zu bezeichnen, lehnt er als verwirrend ab. Nach Baudoin sind Menhire von Cromlechs, also Steinkreisen, und Steinreihen terminologisch zu trennen, auch wenn die Grenzen manchmal fließend sein können. Auch die Satelliten von Ganggräbern will er nicht zu den eigentlichen Menhiren rechnen. Im Concise Oxford dictionary of Archaeology wird der Ausdruck als umgangssprachlich bezeichnet; die Autoren ziehen den Ausdruck standing stone (‚aufrecht stehender Stein‘) vor.
Michel Toussaint und seine Co-Autoren ordnen bearbeitete und unbearbeitete Steine als Menhire ein, fordern aber einen Beleg, dass sie in vorgeschichtlicher Zeit aufgerichtet wurden. Dazu zählen Steinritzungen und Fundamentierungen.

## Transport und Aufstellung

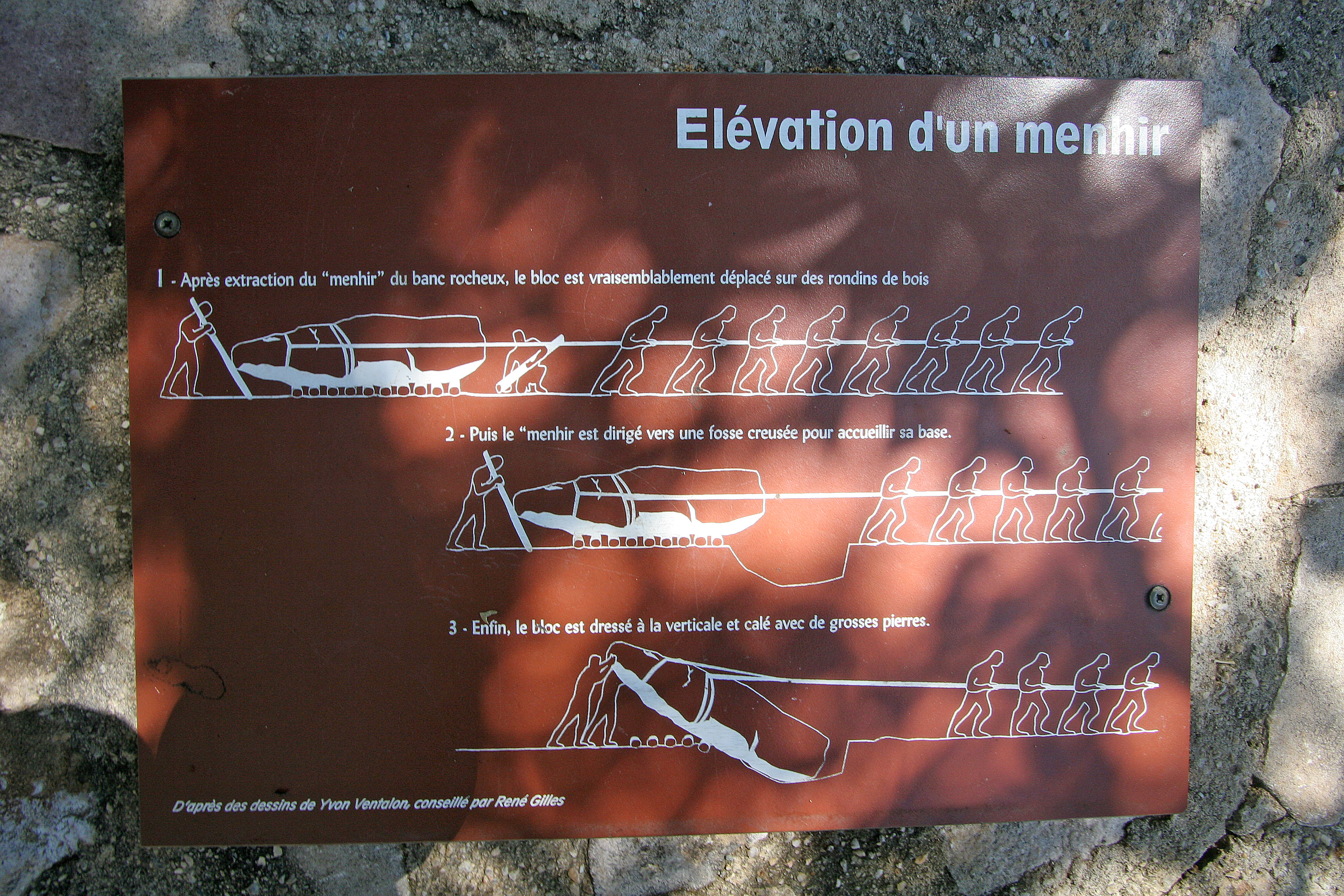
Menhiraufrichtung

Menhire – wie auch die Steine für Steinreihen, Cromlechs oder Dolmen – wurden manchmal aus einer Entfernung von mehreren Kilometern zu ihrem Aufstellungsort transportiert. Hierbei kamen vermutlich etwa gleichdimensionierte Baumstammrollen sowie Hebelbäume zum Einsatz; in Falle von Stonehenge wird auch die Verwendung hölzerner Schlitten angedacht. Mittels größerer Äste und Stämme wurden die Megalithe aufgerichtet und in eine vorbereitete Vertiefung im Boden gesenkt; diese wurde dann mit Keilsteinen und Erdreich verfüllt und festgestampft. Ob beim Transport oder bei der Aufrichtung der Menhire bereits Seile oder Zugtiere zum Einsatz kamen, ist strittig. Erste Nachweise für Wagen und die Nutzung von Ochsen als Zugtiere stammen erst aus dem Badener Horizont (3500 bis 2800 v. Chr.), während die ersten Megalithbauwerke bereits ab dem 5. Jahrtausend v. Chr. errichtet wurden.
Im Unterschied dazu wird der Begriff Findling dann oft verwendet, wenn sich der Gesteinsbrocken an einer durch Gletscher-Verschub erreichten Stelle befindet.

## Aussehen
Die frühen Großmenhire sind meist Findlinge aus Granit, die während der Eiszeit durch Gletscher geformt und transportiert worden waren. Sie wurden teilweise von Menschenhand geglättet, absichtlich vertikal gestellt und in der Regel durch Keilsteine in der Erde verankert. Meist waren es Gesteine wie Quarzite, Granit, Gneis, Kalk- und Sandsteine, die in der Nähe des jeweiligen Aufstellungsortes vorhanden waren – so bestehen die Menhire der Bretagne meist aus Granit, im Süden Frankreichs aber auch oft aus arg verwittertem Kalkstein. Neben obeliskenartigen Steinsäulen finden sich auch gedrungene, pyramidenähnliche und stelenartige Gebilde. Die zeitliche Einordnung der kleineren, zumeist spitzen und unbearbeiteten Menhire ist weitgehend unklar.
Die meisten Menhire sind zwischen einem und drei Metern hoch. Die höchsten Exemplare außerhalb der Bretagne sind der
- Menhir von Rudston in Yorkshire England mit etwa 8,0 m
- Menhir von Bourg-Jardin in Avrillé im Vendée mit etwa 7,20 m
- Menhir von Punchestown im County Kildare Irland mit etwa 7,0 m.[18]

## Spezialformen
Menhire können verziert sein, einige tragen Mondsicheln, Schlangen, Spiralen oder Gerätschaften in Symbolform. Statuenmenhire sind Steine mit anthropomorphen Darstellungen.

## Menhire und Flurnamen
Flurnamen dienten oder dienen vor allem dazu, Dorfbewohnern eine räumliche Orientierungshilfe zu geben. Da sie auch Besitzverhältnisse aufzeigen, ist ein Großteil der Namen in Urkunden, Archiven und Katastern dokumentiert und oft sehr alt. Ein schönes Beispiel für eine alte Flurnamenbezeichnung ist der „Lange Stein“ von Einselthum, Donnersbergkreis/Pfalz. Sie stammt aus dem Jahre 1071 und dürfte eine der ältesten urkundlich erwähnten Nennungen eines Menhirs sein.
Flurnamen sind oft ein guter Indikator für vor- und frühgeschichtliche Fundstellen. Sie bilden eine wichtige Quelle für die Rekonstruktion früh- und hochmittelalterlicher Besiedlungsvorgänge und sie liefern häufig den einzigen Hinweis auf ein ausgegangenes Kulturdenkmal. Namen wie „Hüner- oder Hinkelstein“, „Langer“ oder „Dicker Stein“ können die einstige Existenz dieser Steinmale bezeugen.

## Zeitliche Einordnung
Menhire sind oft nur schwer zu datieren, da sie nur selten mit datierbaren Funden oder Befunden vergesellschaftet sind. Für die westeuropäischen Menhire wird meist angenommen, dass sie aus der Zeit der Großsteingräber stammen, im Spätneolithikum von 3500 bis 2800 v. Chr. Teilweise können Menhire durch eingemeißelte Darstellungen datiert werden, wie zum Beispiel der Menhir von Meerholz, auf dem eine Axt vom Typ Eschollbrücken dargestellt ist, dies liefert aber nur ein spätestmögliches Datum.
In Madagaskar und in Indonesien werden Menhire auch heute aufgestellt. Auf Nias werden Steine anlässlich von Festen gesetzt und stehen vor den Häusern. Nach Bonatz ist diese Tradition nicht älter als 300 Jahre.
Mithilfe der neu entwickelten TCN-Datierung (Terrestrial Cosmogenic Nuklides) kann mittlerweile bestimmt werden, wie lange eine Steinoberfläche kosmischer Strahlung ausgesetzt war. Mit der Methode wird einerseits untersucht, ab wann eine Oberfläche freigelegt wurde (Nutzung der Produktion von
kosmogenen Nukliden) oder ab wann eine Oberfläche verschüttet oder begraben wurde (Nutzung des Zerfalls von radioaktiven kosmogenen Nukliden). Die beprobten Objekte müssen aber irgendwann kosmischer Strahlung ausgesetzt gewesen sein. Mit der Methode können Zeiträume zwischen 100 und 5.000.000 Jahren bestimmt werden. Die Anwendung als Datierungsmethode auf archäologische Objekte wie bearbeitete Steine ist jedoch insofern problematisch, da bereits unbearbeitete Vormaterialien kosmischer Strahlung ausgesetzt gewesen sein könnten und Daten über die Entstehungsgeschichte des beprobten Objekts meist fehlen.

## Spätere Behandlung

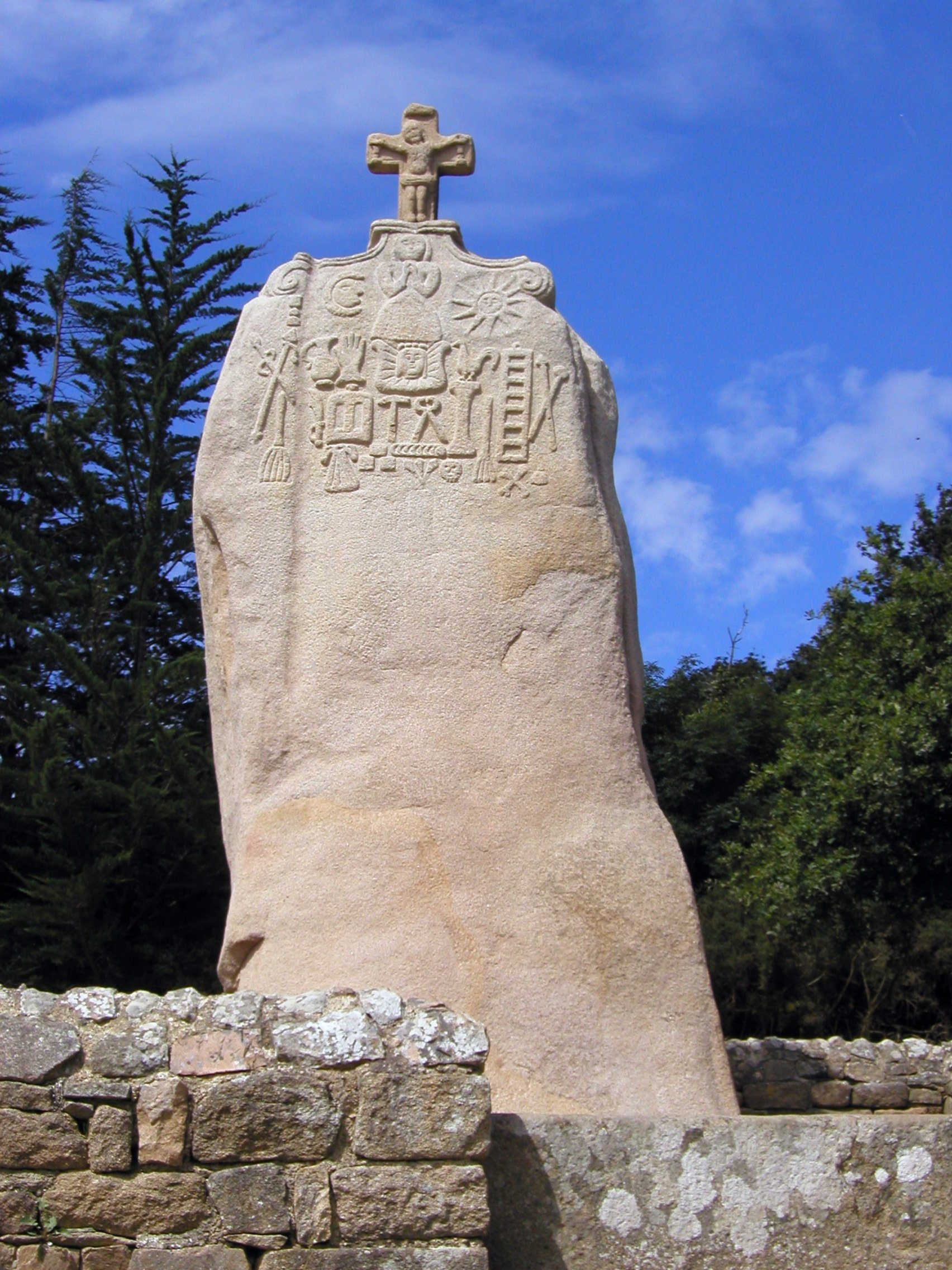
Der christianisierte Menhir von Saint-Uzec mit den Arma Christi

Marcel Baudoin unterscheidet zwischen aufrechtstehenden, begrabenen, zerschlagenen und zerstörten Megalithen.
Manche Menhire wurden durch Kreuze oder andere Symbole „christianisiert“ (siehe christianisiertes Megalithmonument). Beispiele sind z. B. das Fraubillenkreuz oder der Menhir von Saint-Uzec.
Zacharie Le Rouzic (1864–1939) bezeichnete Megalithen, die mit Kreuzen versehen waren, als Lech,  einem anderen bretonischen Wort für Menhir, dies hat sich in der Forschung jedoch nicht durchgesetzt.
Im Gebiet des Golfs von Morbihan wurden um 4200 bis 4000 v. Chr. mehrere Großmenhire – vermutlich von Menschenhand – umgestürzt. Die beim Umstürzen entstandenen großen Teilstücke wurden als Deckenplatten bei Dolmen (Table des Marchand, Er Grah, Mané Rutual, Gavrinis) eingesetzt.

## Vorkommen
Menhire sind, abgesehen von der Antarktis und Australien, über alle Kontinente verbreitet. Ihr europäischer Schwerpunkt liegt im Westen. Von Skandinavien über Irland, Großbritannien, Belgien, Deutschland, Frankreich (inkl. Korsika), Luxemburg, Tschechien und die Schweiz sind sie auch im mediterranen Raum von Portugal (der Menhir da Meada ist mit etwa sieben Metern der höchste) bis Spanien (inkl. Baskenland, dort als baskisch Zutarria), und Italien (inkl. Sardinien) verbreitet. Östlich davon gibt es kaum Vorkommen.
Bedingung für die Existenz von Menhiren ist das Vorhandensein geeigneter natürlicher oder mit den Mitteln und Methoden der jeweiligen Zeit bearbeitbarer Steine.

### Frankreich

#### Bretagne
Die Mehrzahl der in Frankreich registrierten Menhire befindet sich in der Bretagne, die meisten in Carnac. Der größte stehende Menhir ist mit einer Höhe von etwa 9,5 m und etwa 150 t Gewicht der Menhir von Kerloas bei Plouarzel, nordwestlich von Brest im Département Finistère. Auch der längste bekannte Menhir findet sich in der Bretagne, im Département Morbihan. Es ist der umgestürzte und in vier Teile zerbrochene Grand Menhir Brisé von Locmariaquer. Ursprünglich etwa 21 m hoch, wird sein Gewicht auf etwa 280 t geschätzt. Er wurde um 4500 v. Chr. aufgerichtet und stürzte zwischen 4200 und 4000 v. Chr. ein, ob von Menschenhand oder etwa durch ein Erdbeben, ist ungeklärt. Er gehörte zu einer Reihe von 19 Menhiren, welche zerbrochen und später in der Umgebung bei der Errichtung von Dolmen verwandt wurden. Einer dieser Menhire mit einer Gesamtlänge von 14 m fand sich in drei Teilen: als Kammer-Deckstein des in unmittelbarer Nähe liegenden Cairns Table des Marchand, ein zweiter im nahen Tumulus Er Grah (auch Er Vingle genannt) und der dritte als Deckstein in der etwa vier Kilometer entfernten Anlage auf der Insel Gavrinis.
Zur selben Zeit sind auch andere Menhire umgestürzt worden, darunter La Tremblais und der Scalehir genannte Menhir von Kermaillard bei Arzon auf der Rhuys-Halbinsel. Als er 1985 wieder aufgerichtet wurde, fand man auf der Unterseite Gravuren, die von manchen Autoren als Darstellung einer Muttergottheit gedeutet werden.
Bei Belz (Morbihan) haben Archäologen 2006 etwa 50 Menhire entdeckt. Die Steine wurden vor etwa 7000 Jahren aufgestellt und aus unbekannten Gründen etwa drei Jahrtausende später umgestürzt. Nur wenige wurden im Mittelalter als Steinbruch genutzt. Sie ruhten etwa 4000 Jahre in einer Sedimentschicht, die sie vor Wind und Wetter schützte und wertvolle Hinweise zu ihrer Geschichte speicherte.

Menhire der Bretagne
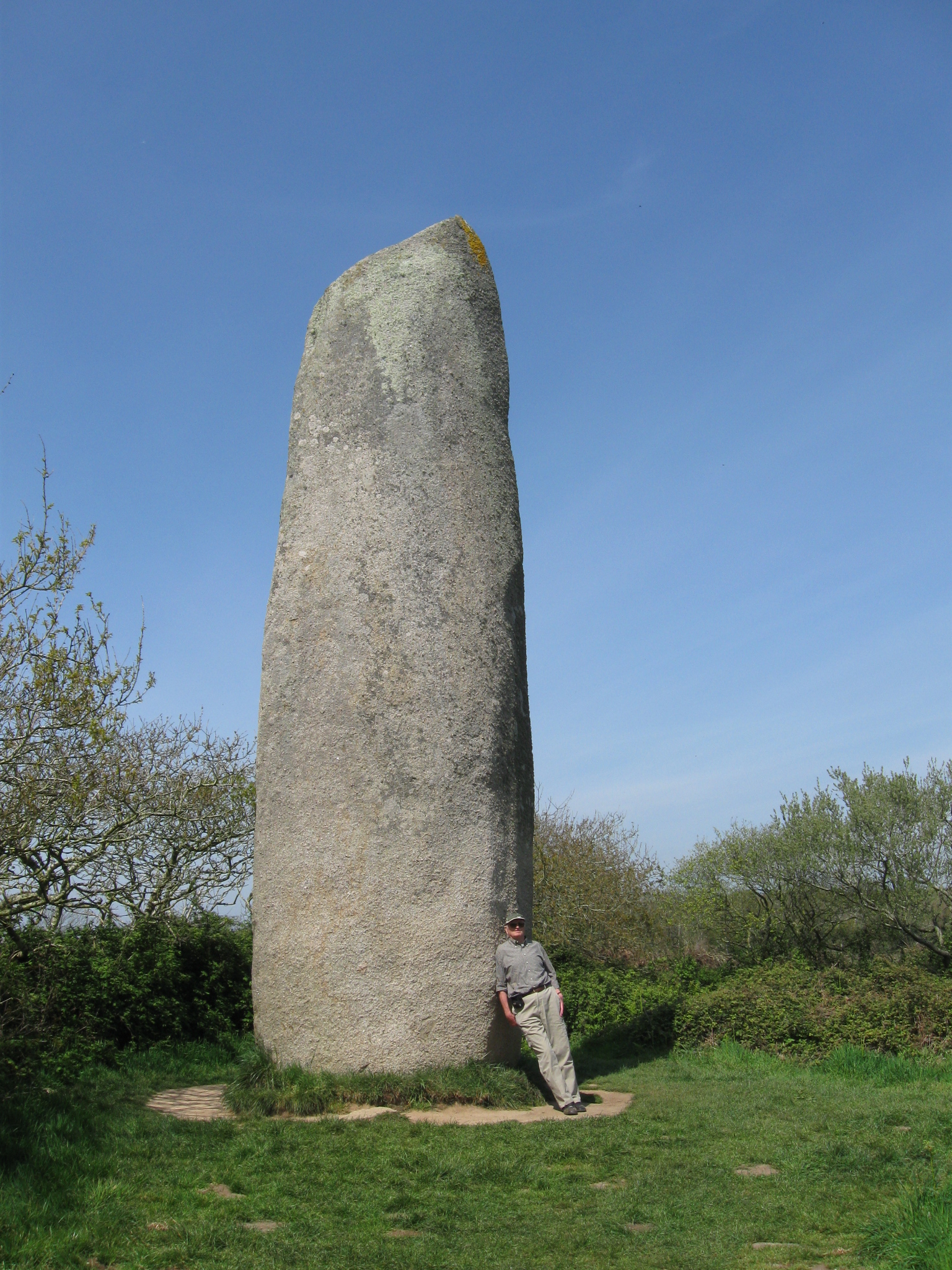
Menhir von Kerloas bei Plouarzel (Finistère), aus West
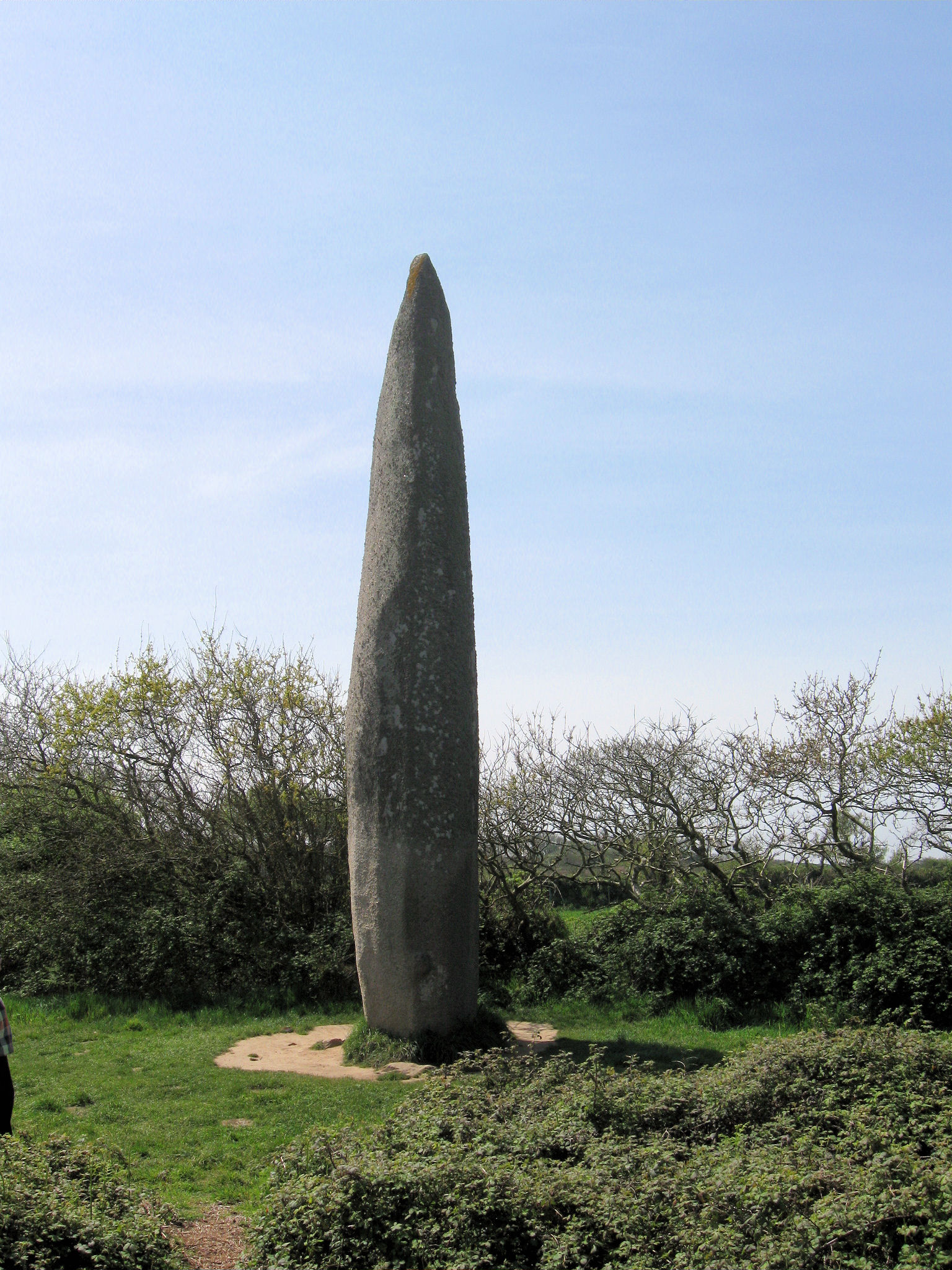
Menhir von Kerloas bei Plouarzel (Finistère), aus Nord
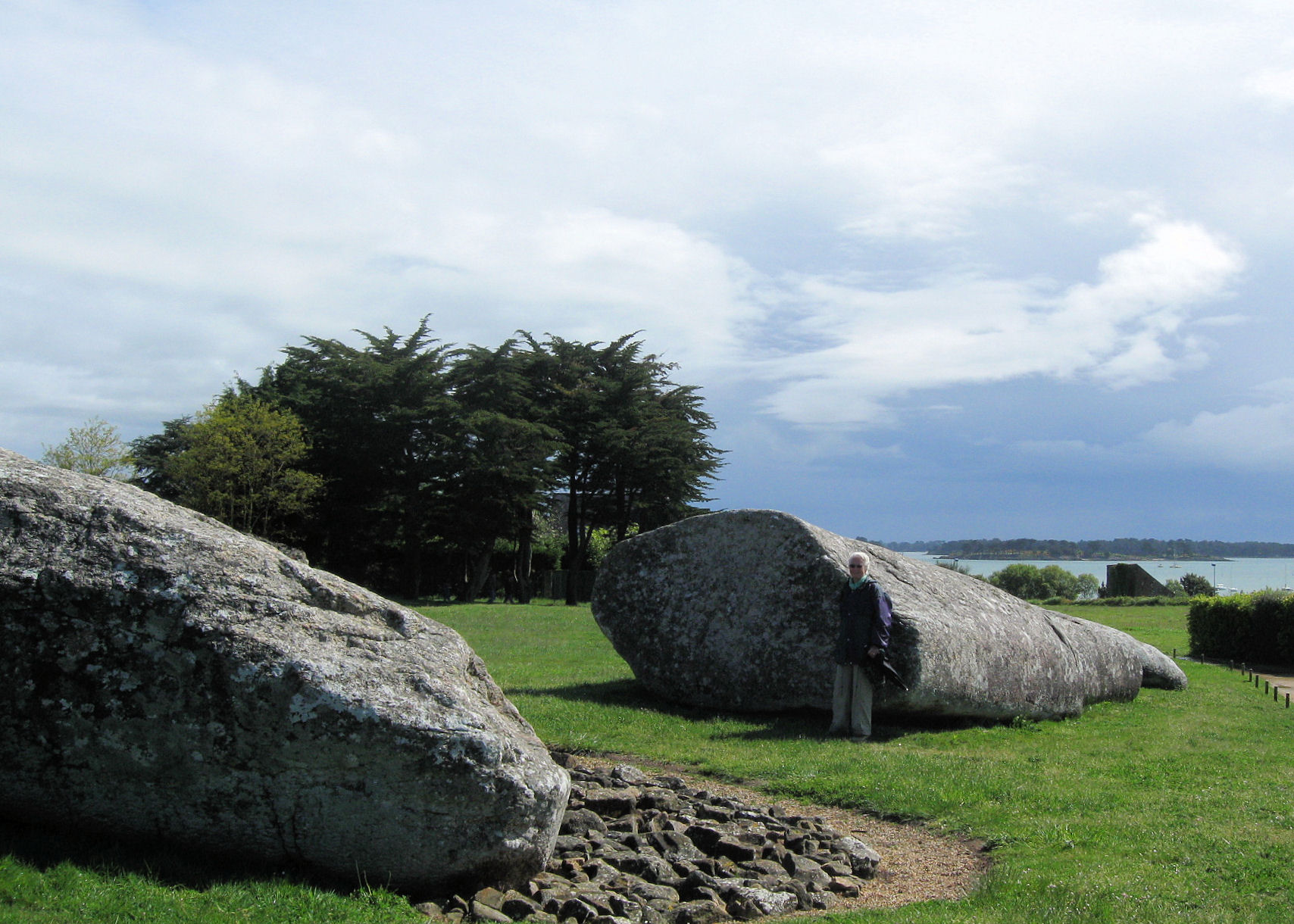
Grand Menhir, Locmariaquer (Morbihan)
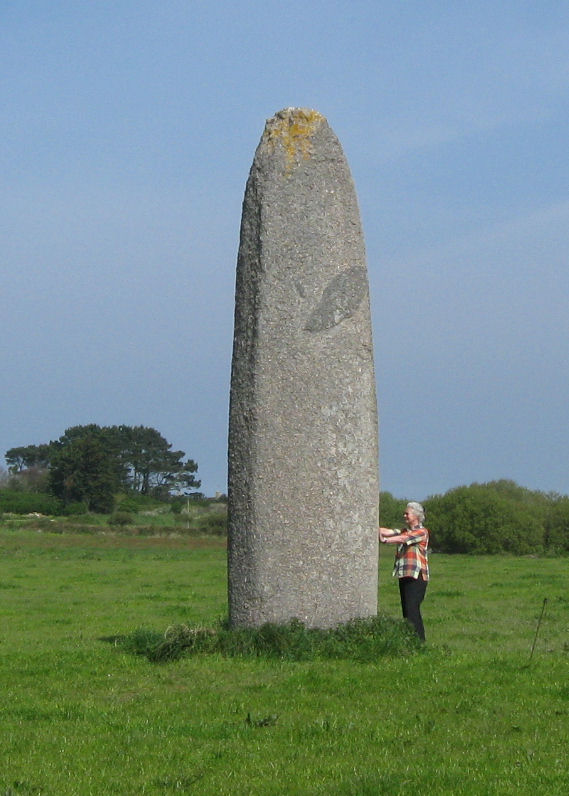
Menhir von Kerhouezel bei Porspoder (Finistère)
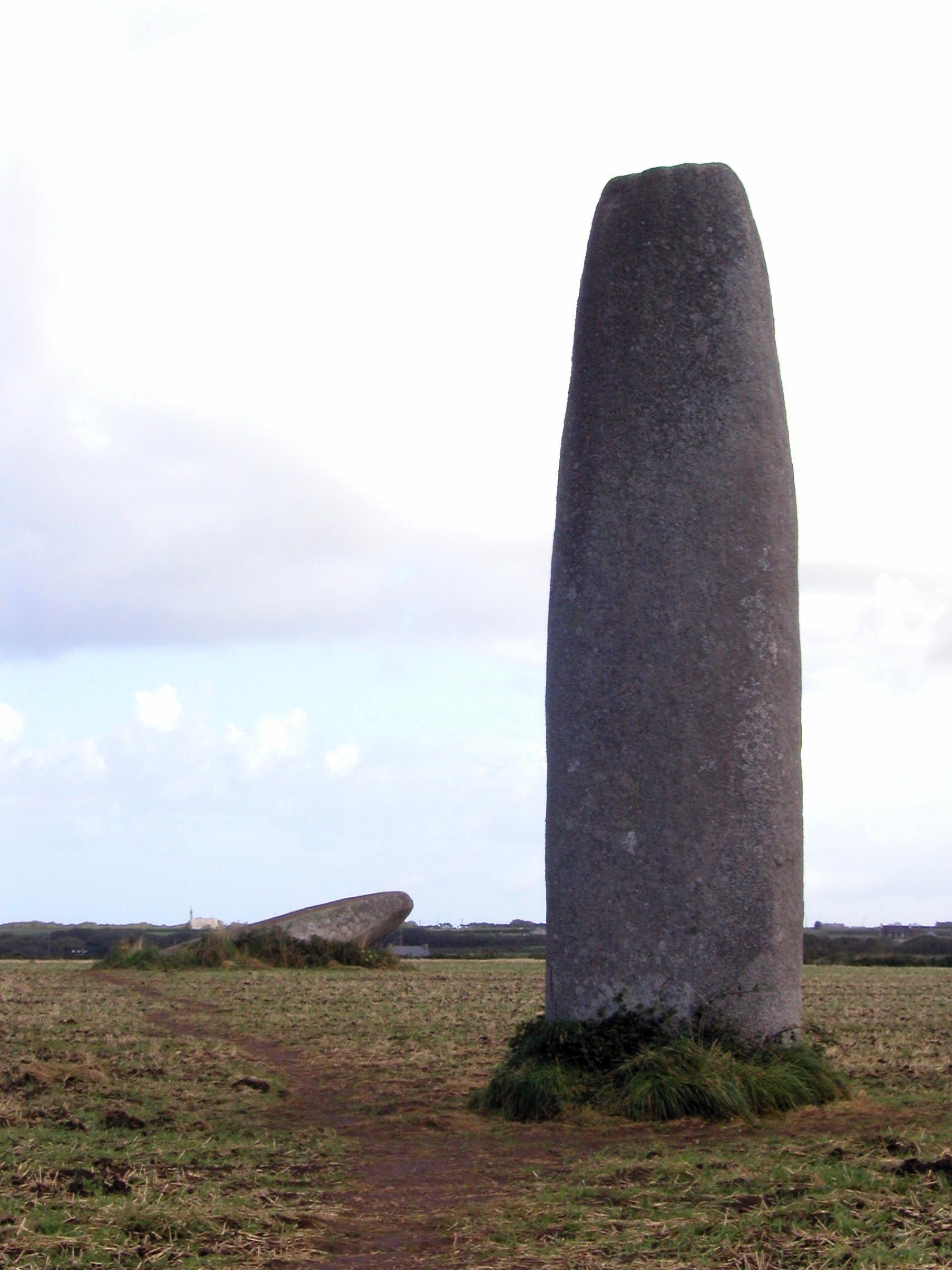
Der „Liegende“ und der „Stehende“ der Menhire von Kergadiou
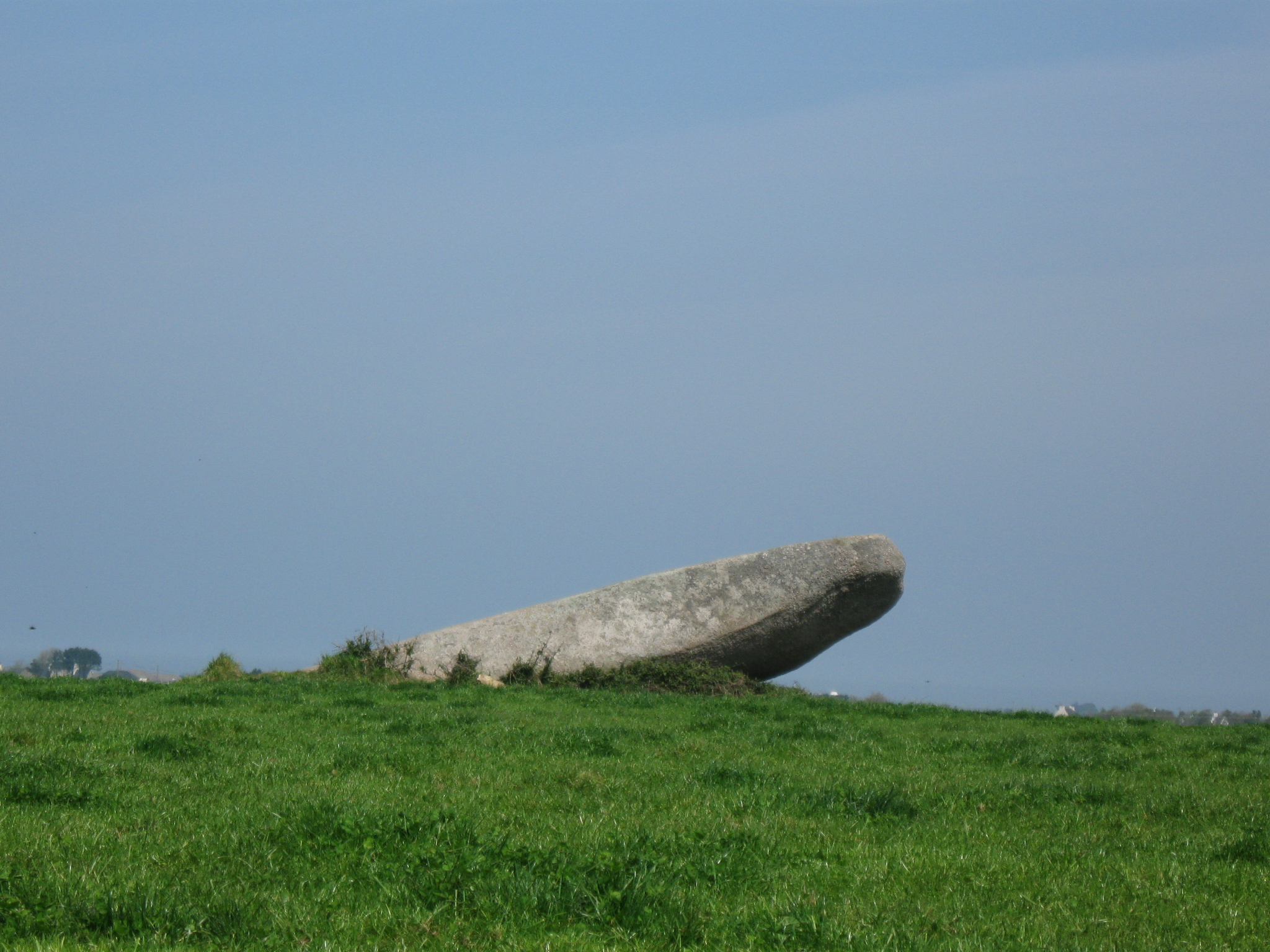
Liegender Menhir von Kergadiou (Finistère)
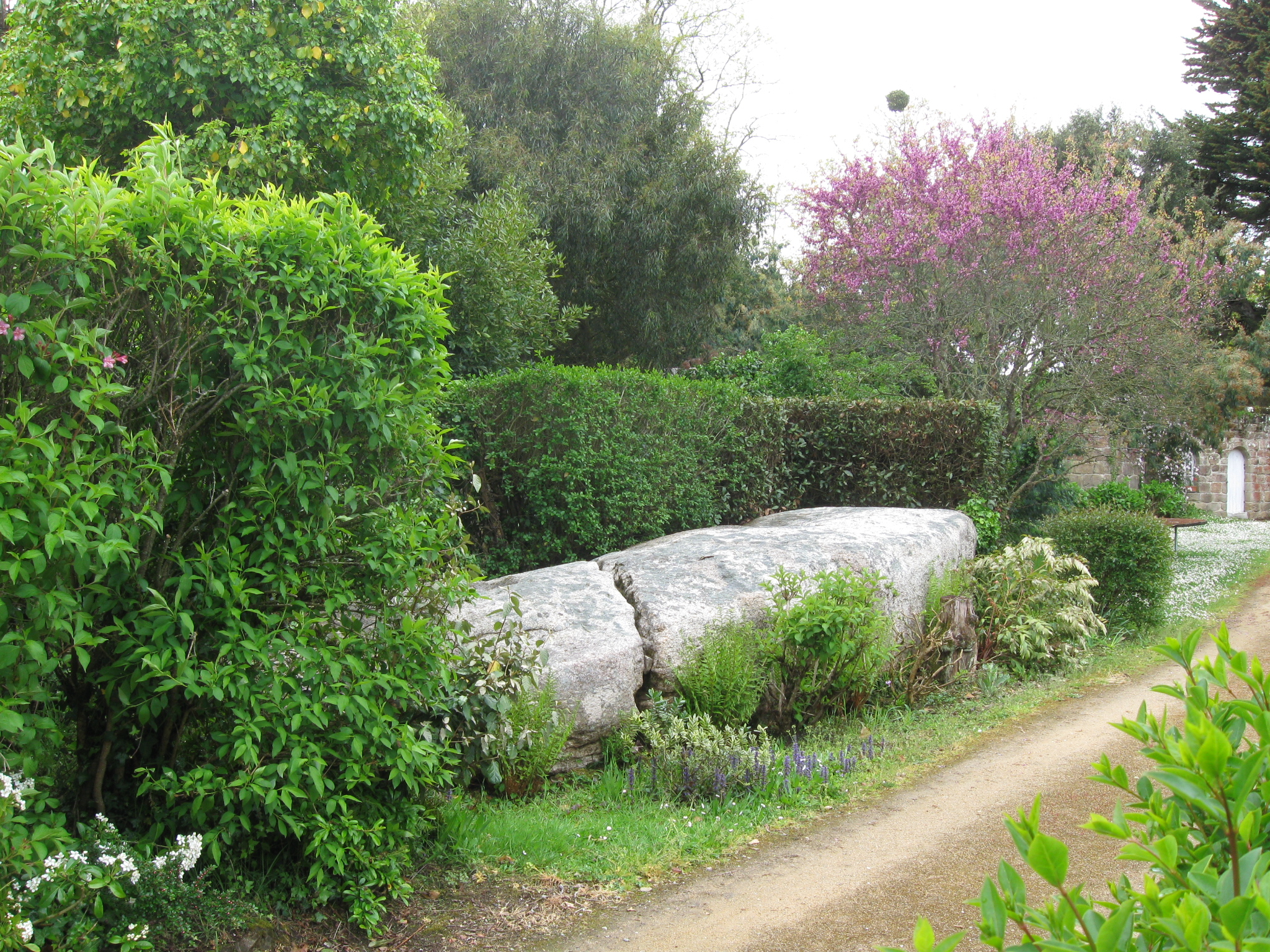
Menhir Mane er Hroech, Locmariaquer (Morbihan)
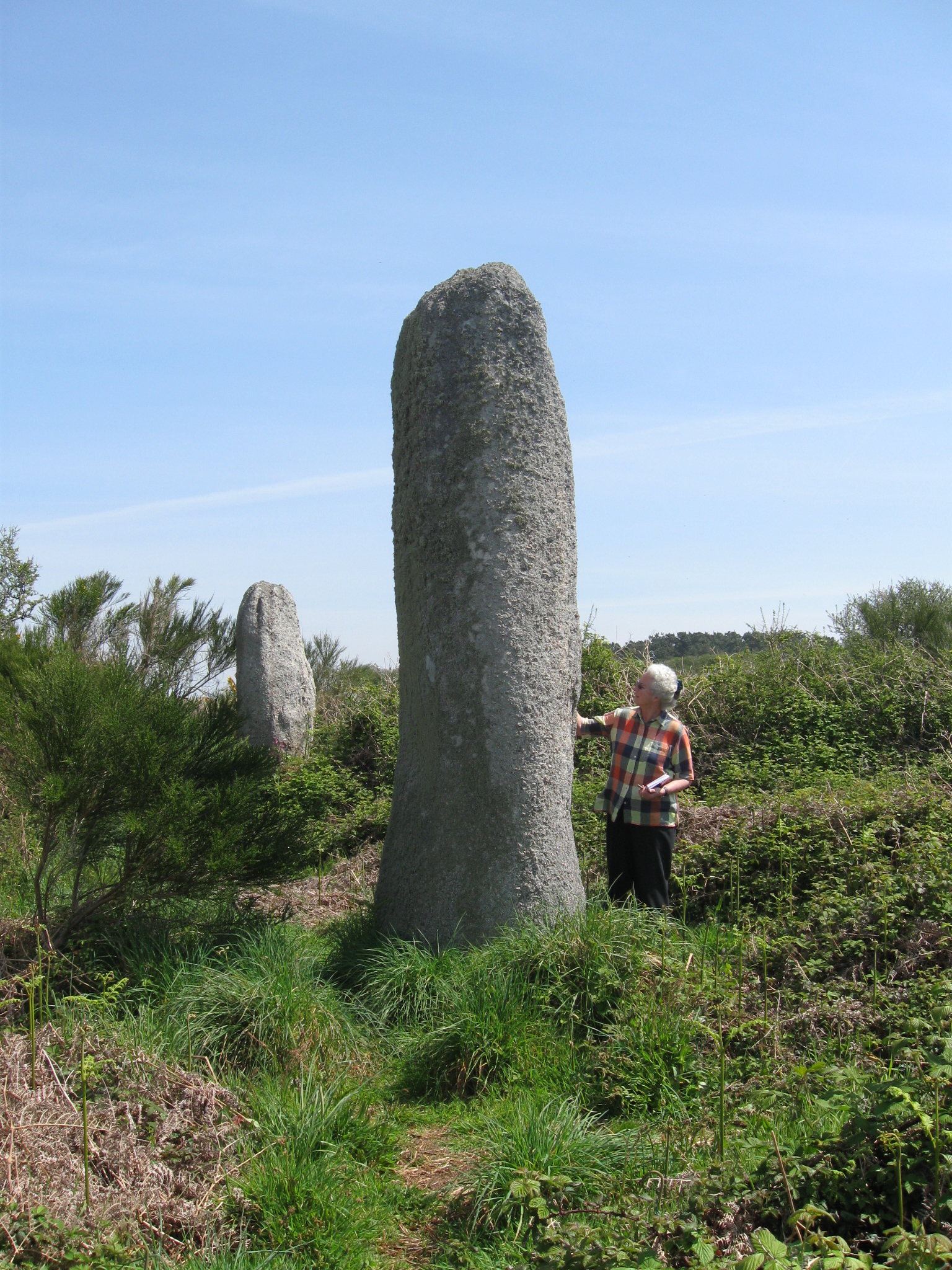
Menhire von Traonigou (Finistère)

Andere bedeutende Menhire:
- Menhire von Kergadiou 11 m (liegend) und 9 m (stehend) (Finistère)
- Menhir vom Champ-Dolent 9,5 m bei Dol-de-Bretagne (Ille-et-Vilaine)
- Menhir von Glomel 8,5 m (Cotes d’Armor)
- Menhir du Cloître 8,0 m bei Huelgoat
- Menhir von Saint-Uzec 8,0 mim Finistère
- Menhir de la Tremblais 8,0 m (mit Felsritzungen), (Côtes-d’Armor)
- Menhir von Cailouan 7,5 m (Côtes-d’Armor)
- Pergat bei Luargat (Cotes d’Armor): „Das Steinpaar“, 7,5 m groß und kleiner Menhir
- Menhire von Kergornec der größere 7,1 m (Cotes d’Armor)
- Menhir von Kermarquer 6,8 m (mit Báculos), (Morbihan)
- Menhir von Minhir 6,75 oder Crec’h-Coulm (Côtes-d’Armor)
- Géant du Manio 6,5 m (mit Schlangengravuren), (Morbihan)
- Menhir im Mané-er-Hroëk, Locmariaquer (Morbihan)

#### Westfrankreich
Im Département Vendée (z. B. in der Umgebung von Avrillé) stehen zahlreiche Menhire, darunter der 7,2 m hohe Menhir von Bourg-Jardin.

#### Südfrankreich
Nahe dem Mont Lozère im Nordosten der Kleinstadt Florac im Nationalpark Cevennen liegt das Kreideplateau des Cham des Bondons. Über das ganze Gebiet verstreut befinden sich mehr als 150 aus Granit gehauene Menhire, deren Höhe jedoch nur selten 5 m übersteigt.

#### Lothringen, Vogesen und Elsass
Man findet zahlreiche Menhire in Lothringen, Elsass und Vogesen:
- Wieselstein, bei Freyming-Merlebach (6 Meter hoch)
- Pierre au Jô
- Breitenstein, bei Meisenthal
- Pierre Borne und Menhir des Léches bei Raon-l’Étape
- Spitzenstein, bei Volksberg
- Lange Stein, bei Altorf
- Langenstein, bei Soultzmatt

### Irland
Der Menhir wird auf Irisch als Callán, Dallán oder Liagán bezeichnet (von Sanskrit lingam). In Irland sind Höhen von weniger als einem bis sieben Meter bekannt, wobei große Exemplare die absolute Ausnahme bilden. Der sieben Meter hohe Menhir von Punchestown im County Kildare hat an seinem Fuß eine kleine Steinkiste. Im Zentrum des nahe gelegenen Longstone Rath steht der Menhir auch neben einer Steinkiste. Beide sind bronzezeitlich und die Funde vom Longstone Rath weisen auf die frühe Bronzezeit. Leichenbrand wurde an der Basis eines Menhirs von Drumnahare im County Down (Nordirland) entdeckt. In Carrownacaw ebenfalls im County Down zeigte die Ausgrabung, dass ein Kreisgraben von etwa sechs Metern Durchmesser um einen Menhir von etwa drei Metern Höhe verlief. In der Grabenfüllung wurden Spuren von Leichenbrand, ein Bruchstück von Töpferware und einige Feuersteine gefunden, während weitere Feuersteine inklusive querschneidiger Pfeilspitzen in der Nähe der Basis des Steins gefunden wurden. Die Ausgrabung in Ballycroghan, dem dritten Menhir im County Down, zeigte eine Steinkiste von etwa zwei 2 m × 1 m, die 2,5 m von der Basis des Steins entfernt lag. Die Ausgrabung um einen Menhir nahe Newgrange, im County Meath, erbrachte mehrere Feuersteine, von denen einige bearbeitet waren.
Aber nicht alle Menhire kennzeichnen Begräbnisse. Es wird für möglich gehalten, dass einige als Grenzsteine dienten, während andere alte Straßen kennzeichnen könnten, wie im Fall einer Steinreihe nahe dem Lough Gur, im County Limerick, wobei unklar ist, was zuerst da war. Es ist jedoch klar, dass Menhire einen heiligen Charakter besaßen, wie ihre Anwesenheit auf alten zeremoniellen Plätzen wie dem Inaugurationsplatz Magh Adhair bei Ennis im County Clare und der Lia Fail in Tara zeigen. Bestimmt ornamentierte Steine aus der frühen Eisenzeit (mit Verzierungen im Latènestil) in Turoe, im County Galway, Castlestrange, im County Roscommon und Killycluggin, im County Cavan, waren zweifellos Kultsteine. In diese Kategorie fallen auch die Lochsteine.

### Dänemark

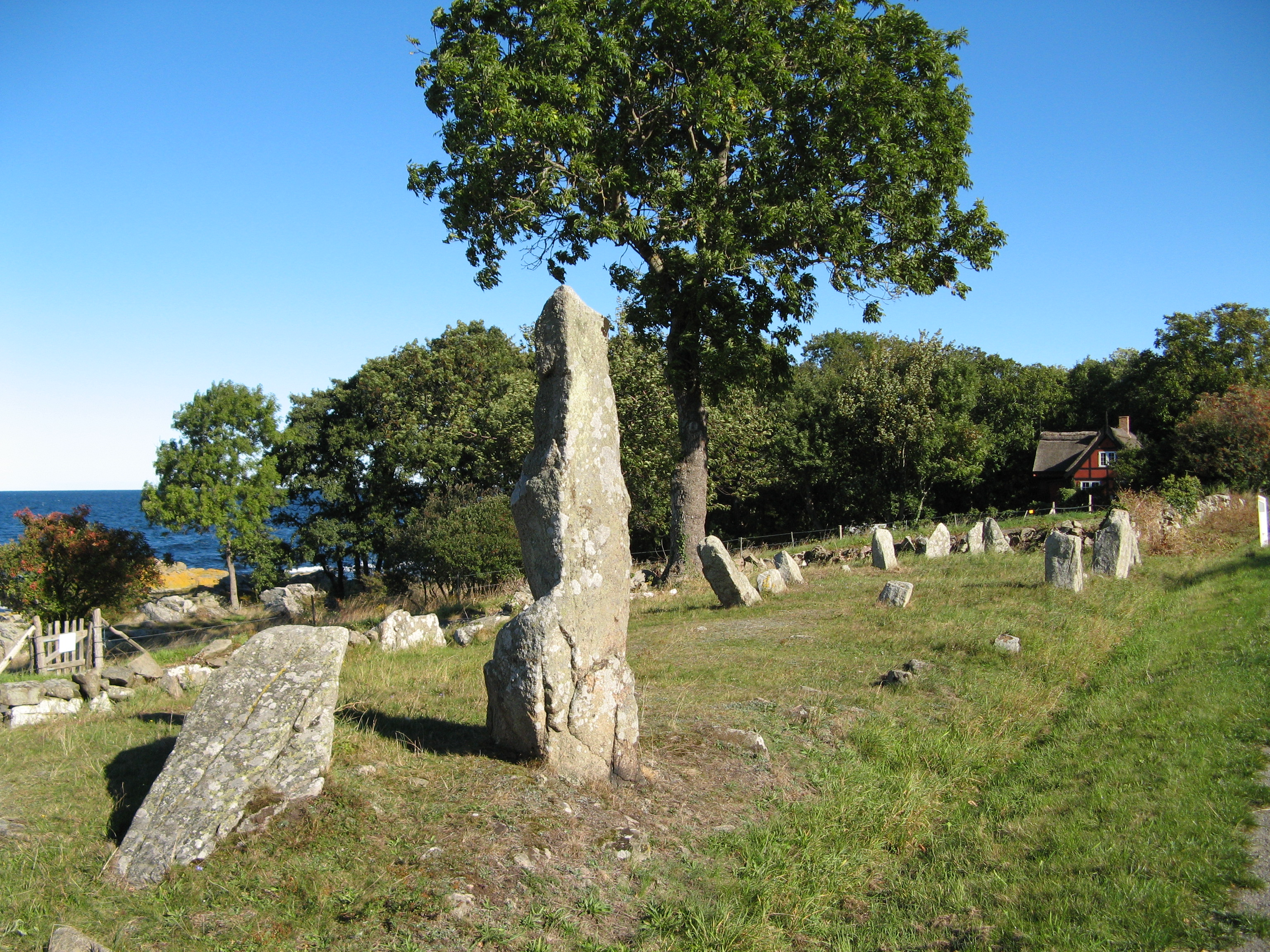
Hellig Kvinde bei Listed

In Nordjütland am Tømmerby Fjord liegt das Gräberfeld von Højstrup-Mark mit 37 kleinen Grabhügeln und zwei kleinen Schiffssetzungen, zwischen denen sich 75 bis zu 1,20 m hohe Bautasteine (von einst 125 Steinen) befinden.
Auf Bornholm sollen über 1.000 Bautasteine gestanden haben, heute sind es etwa 250. Im Louisenlund stehen 70 bis zu 2,5 Meter hohe Steine, in Gryet bei Nexø Sogn sind es 67 Steine.
Bei Listed steht eine kleine Gruppe von Bautasteinen auf einem niedrigen Steinhügel (Röse – ein schiffsförmig angelegtes Steinhügelgrab aus der nordischen Bronze- und Eisenzeit), die den Namen Hellig Kvinde trägt.

### Deutschland
Die Mehrzahl der Menhire in Deutschland ist zwischen einem und vier Metern hoch. Größer ist der Gollenstein im Saarland mit 6,6 m. Manche Menhire wurden zugerichtet, andere, zumeist Findlinge, blieben unbearbeitet. Einige wie der in einem Megalithgrab aufgefundene Menhir von Langeneichstädt in Sachsen-Anhalt oder der Menhir von Weilheim wurden mit Ritzungen und Reliefs geschmückt.
Auch bei vielen deutschen Menhiren ist die Datierung unklar. Aussagekräftiges Fundmaterial findet man in ihrer Umgebung selten, weshalb sich nur wenig über ihre einstige Funktion sagen lässt. Eine Ausnahme bildet der 2,3 m große Opferstein von Melzingen in Niedersachsen, der flach auf einem Feld liegt, ursprünglich aber, wie archäologische Ausgrabungen ergaben, senkrecht stand. In der unmittelbaren Umgebung weist das Erdreich bis zu zehnfach erhöhte Phosphatwerte auf, die möglicherweise von vergangenen organischen Opfergaben herrühren. Außerdem fanden Prähistoriker neben zahlreichen Feuersteinabschlägen zwei Steinäxte und ein Bronzebeil.
Einzelne Steine und Steinsetzungen unterschiedlicher Größe finden sich in Deutschland vom Saarland über Hessen, Sachsen-Anhalt bis Rheinland-Pfalz. In der Pfalz sind noch etwa 50 Menhire nachweisbar. Die markantesten sind: „Der lange Stein von Mittelbrunn“, „der lange Stein von Einselthum“, „der lange Stein von Freinsheim“, „der lange Stein von Stahlberg“ und „der Hinkelstein von Otterberg“.

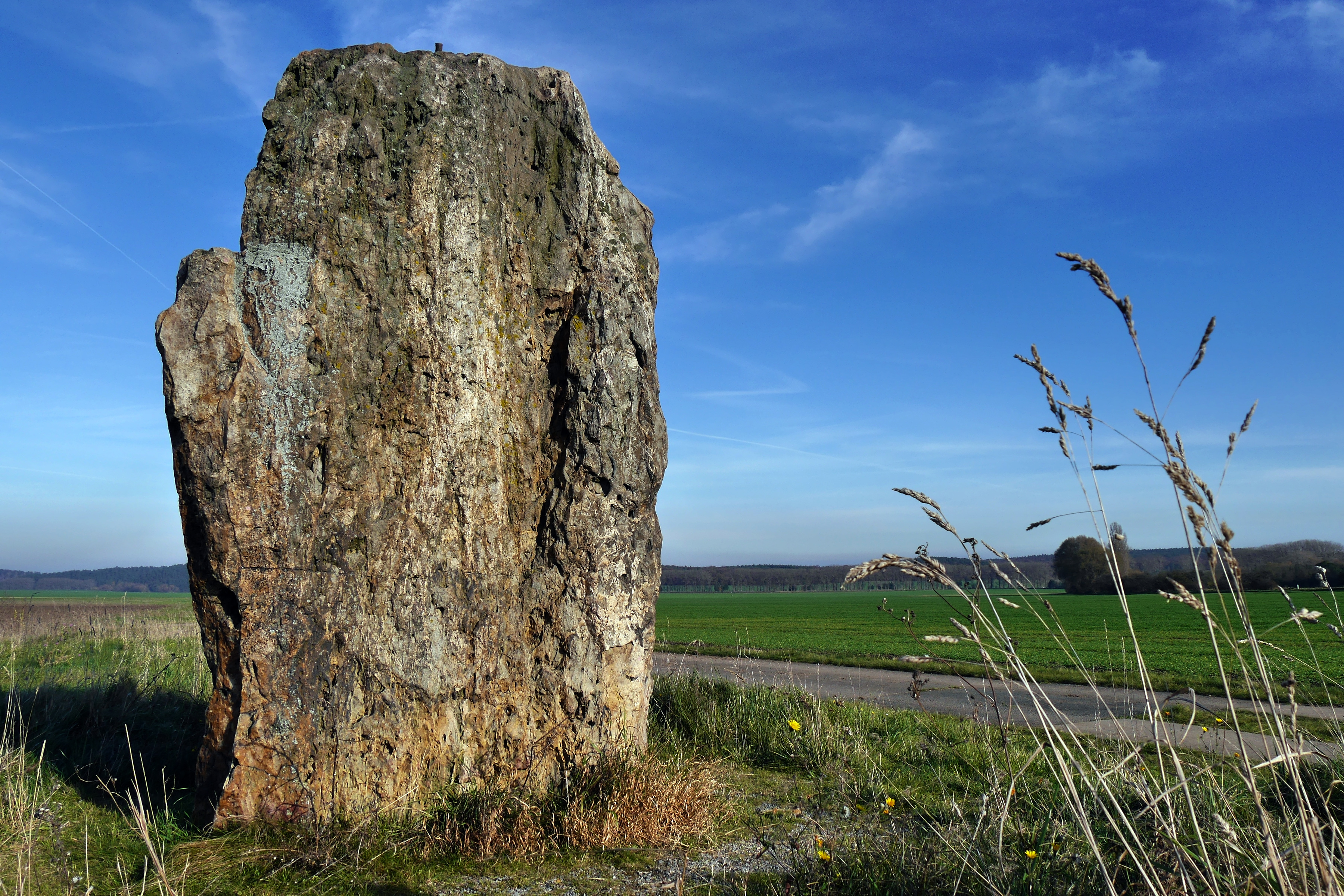
Menhir bei Benzingerode

Der Menhir von Benzingerode (Landkreis Harz), der „Lange Stein“ von Seehausen (Landkreis Börde), die „Speckseite“ von Aschersleben und der „Hünstein“ bei Nohra (Landkreis Nordhausen) fanden sich in der Nähe bronzezeitlicher Anlagen. Auch bei einigen Grabhügeln fand man Menhire, so bei Nebra und Poserna (Burgenlandkreis) sowie bei Leuna (Saalekreis) und Halle-Dölau („Steinerne Jungfrau“). Der Menhir von Rothenschirmbach ist Teil einer Grabanlage, da er ein Erdgrab bedeckte. Der Menhir von Langenstein bei Kirchhain in Mittelhessen wurde in die Kirchenmauer eingebaut. Er ist 4,75 m (ehemals über 6 m) hoch und etwa zehn Tonnen schwer. Ein Beispiel für einen christianisierten Menhir ist das Fraubillenkreuz auf dem Ferschweiler-Plateau in der Eifel.
Deutsche Menhire:
- Der Gollenstein bei Blieskastel im Saarpfalz-Kreis gilt mit einer Höhe von 6,6 m als der größte Menhir Mitteleuropas.
- Die Steinerne Jungfrau bei Halle (Saale) in Sachsen-Anhalt ist mit 5,5 m Höhe heute der zweitgrößte Menhir in Mitteleuropa. Bis Ende des 19. Jahrhunderts war er wohl noch etwa 8 m hoch.
- Der Spellenstein steht in Rentrisch im Saarpfalz-Kreis. Seine ursprüngliche Form als sich nach oben verjüngende, vierkantige Steinspindel ist bis heute zu erkennen.
- Ebenfalls im Saarland befindet sich der Hinkelstein von Walhausen, ein Monolith aus der späten Kupferzeit.
- Der etwa 3,7 m hohe Süntelstein steht in Vehrte, Landkreis Osnabrück.
- In Rheinhessen gibt es zwölf Menhire, darunter einen 1,8 m hohen Menhir, der 2003 beim Pflügen bei Ingelheim entdeckt wurde.
- Der 1,70 m hohe Menhir von Kaiserswerth ist mit etwa 3500 bis 4000 Jahren Alter das älteste Denkmal in Düsseldorf (abgesehen von einigen nicht sichtbaren Bodendenkmälern).
- 1987 wurde ein Menhir in der steinzeitlichen Grabkammer Großsteingrab Langeneichstädt neben der Eichstädter Warte entdeckt.
- Menhire im Raum Trier sind der Hinkelstein bei Thomm, die Menhire von Farschweiler, Beuren (Hochwald), Büdlich und Köwerich, der Stein von Bescheid, das Hünengrab „Drei Mörder“ bei Bonerath[30] und der Eselstratt genannte Hinkelstein bei Trittenheim.
- 4,5 m hoch und verziert ist der Menhir von Weilheim bei Tübingen.
- Das Fraubillenkreuz auf dem Ferschweiler-Plateau in der Eifel.
- Der knapp zwei Meter hohe Menhir von Degernau befindet sich in der Gemeinde Wutöschingen im Landkreis Waldshut im Südschwarzwald.
- Der Menhir von Seeben in Halle (Saale) ist ca. 1,80 m hoch.
- Die Menhiranlage von Darmstadt besteht aus 14 größeren Steinen.
- Der Menhir von Wersau im nördlichen Odenwald ist ca. 2,95 m groß.
- Der Menhir von Ober-Saulheim an der L401 zwischen Ober-Saulheim und Wörrstadt.

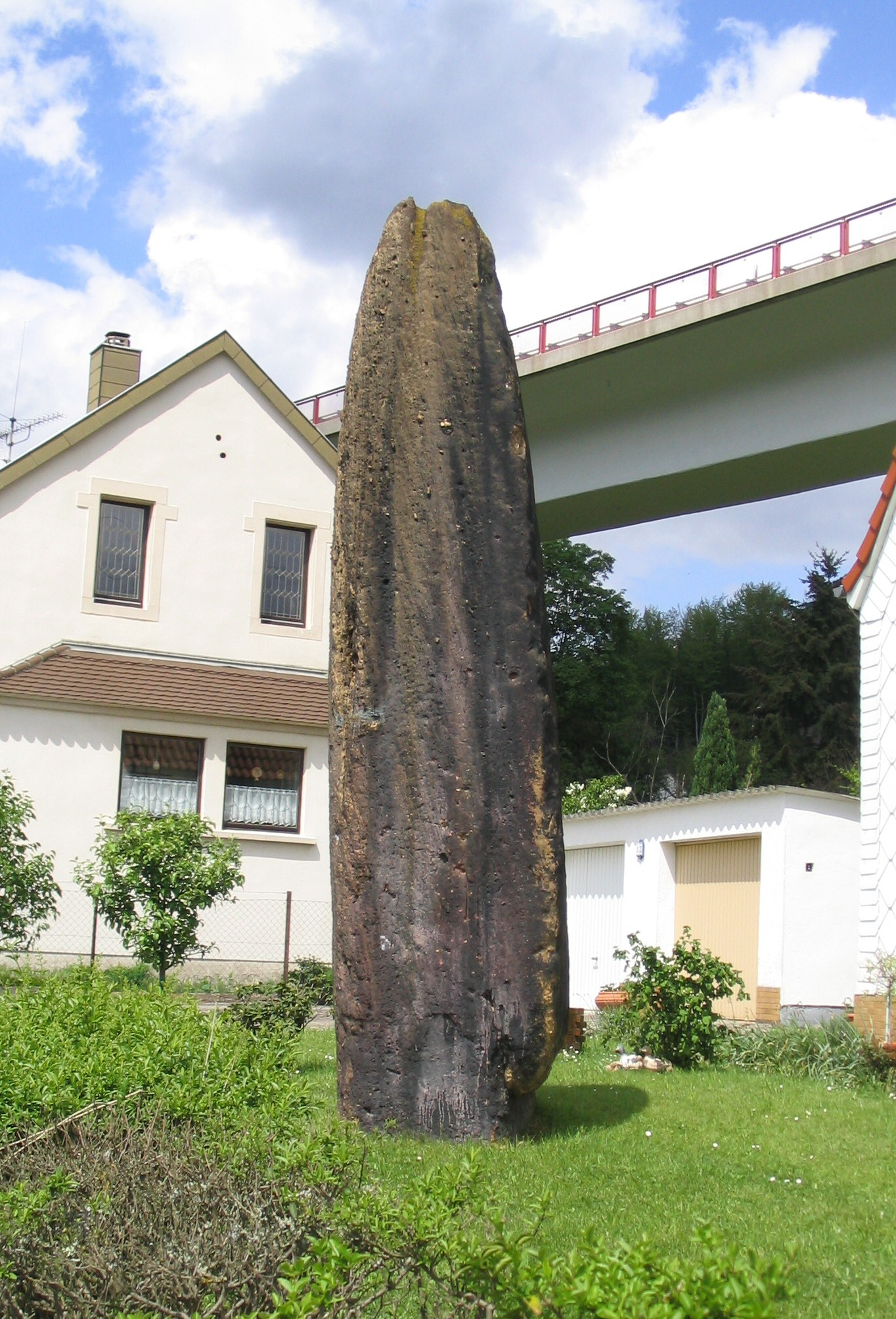
Spellenstein in Rentrisch/St. Ingbert
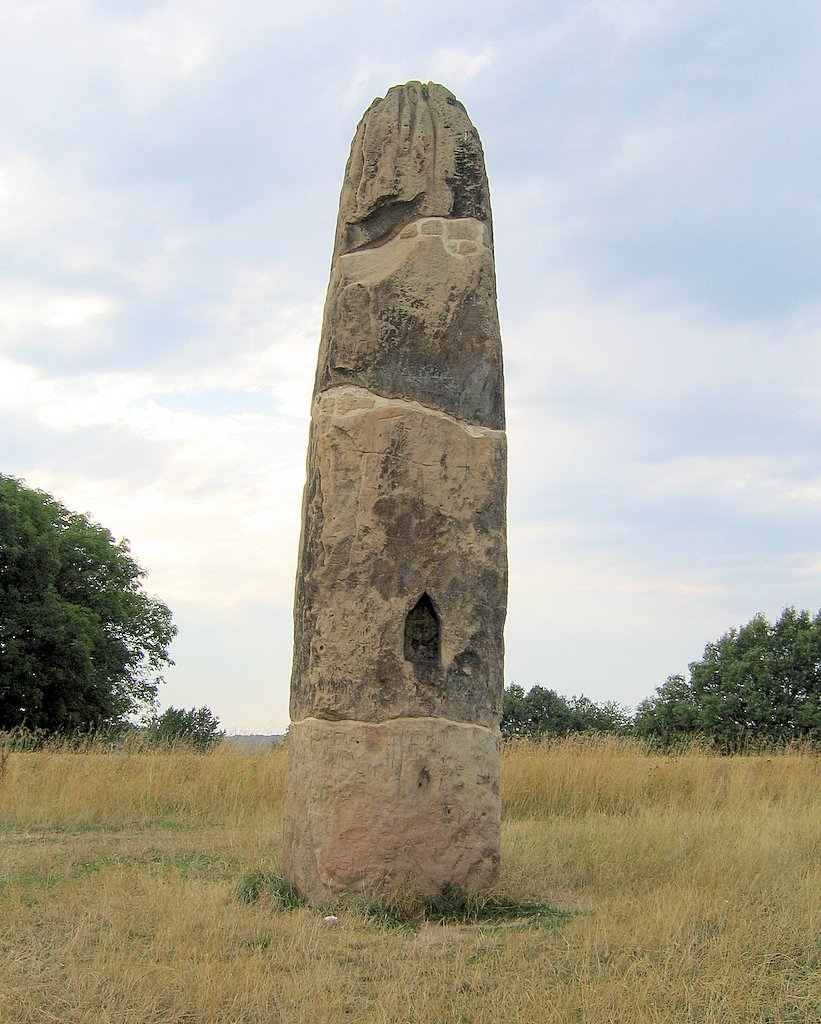
Gollenstein bei Blieskastel
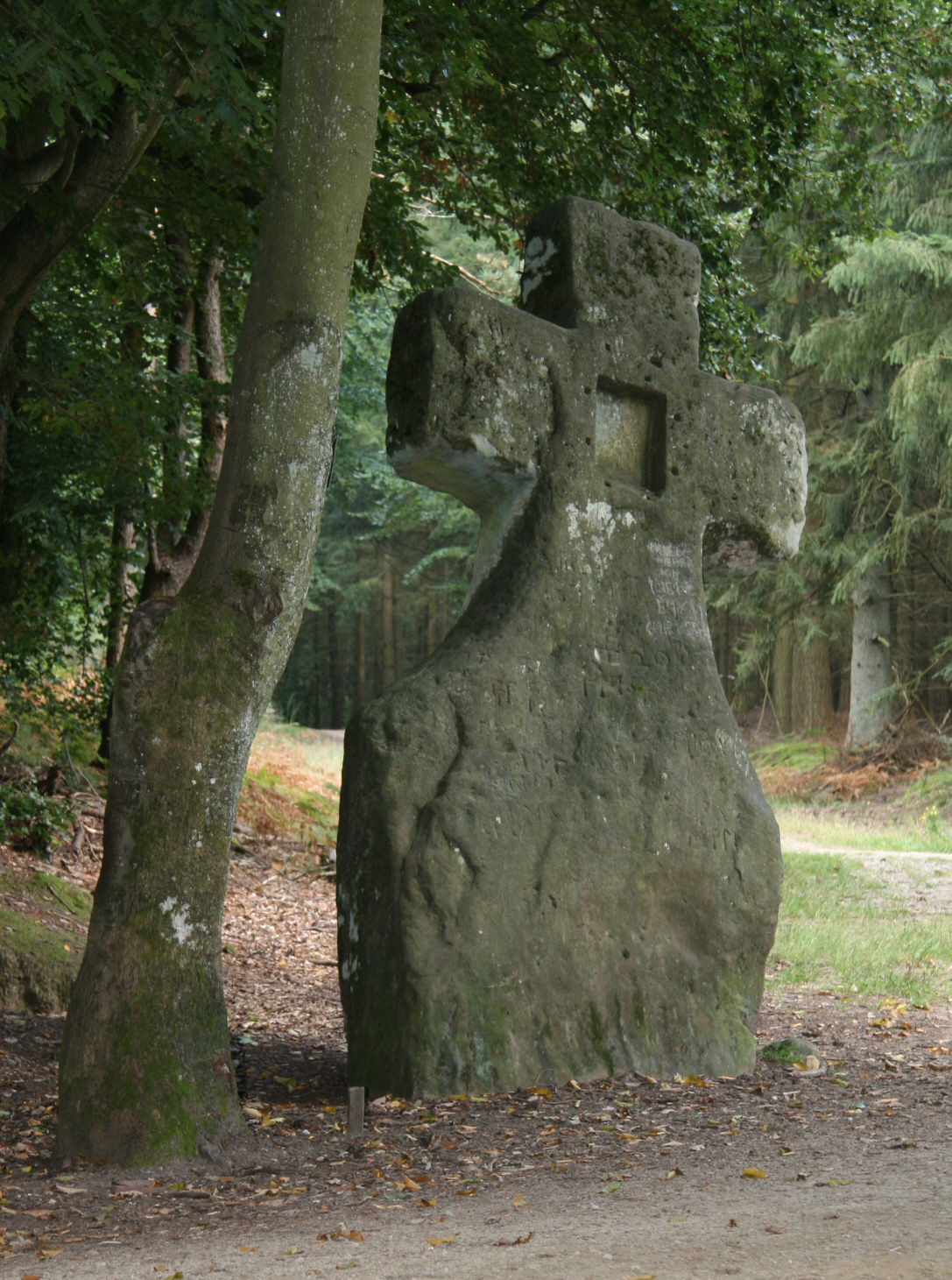
Fraubillenkreuz
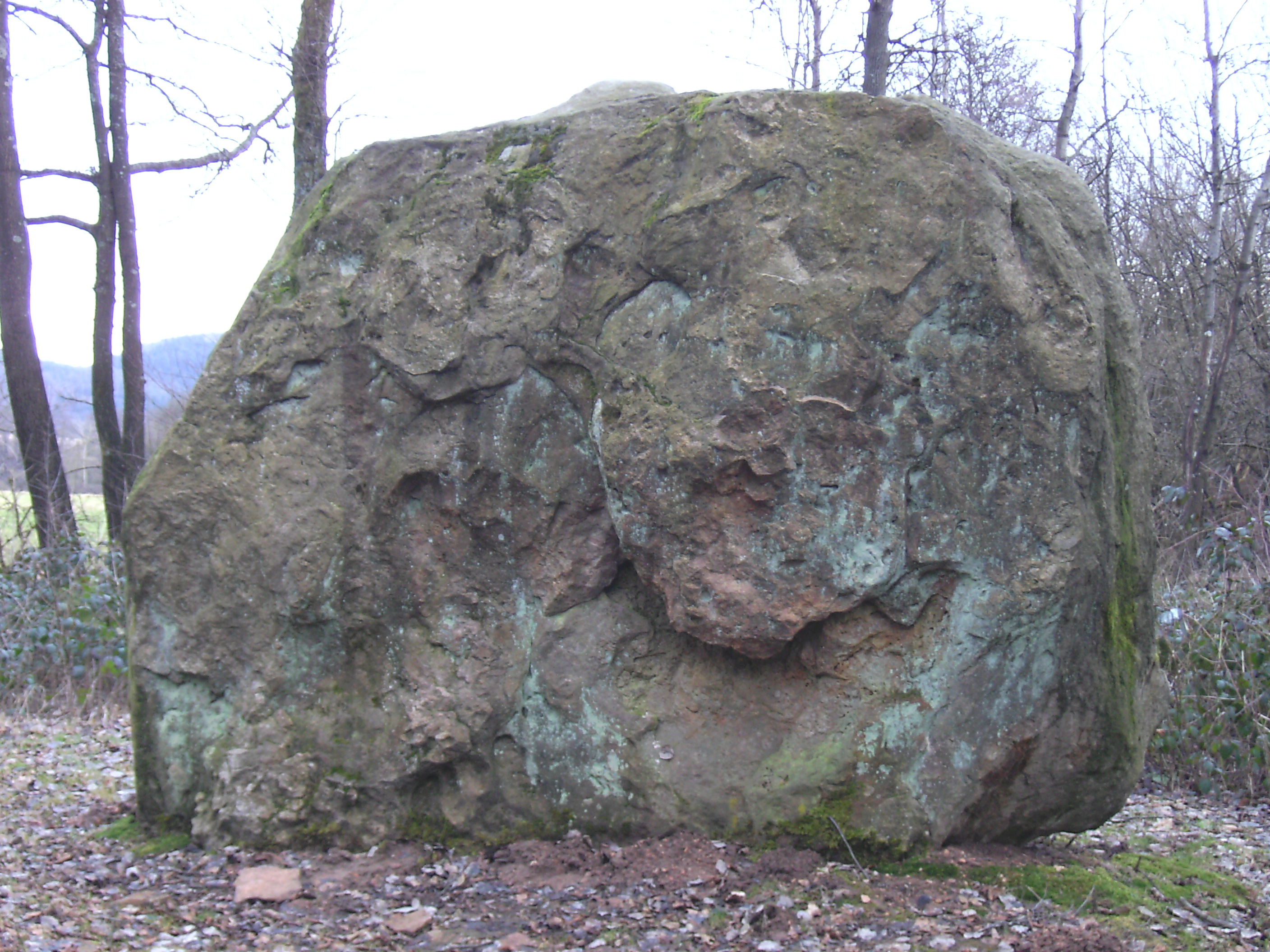
Hinkelstein von Walhausen
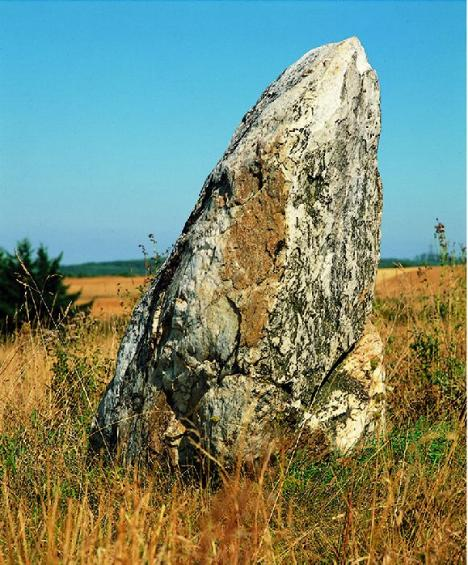
Hinkelstein (bei Thomm/Waldrach)
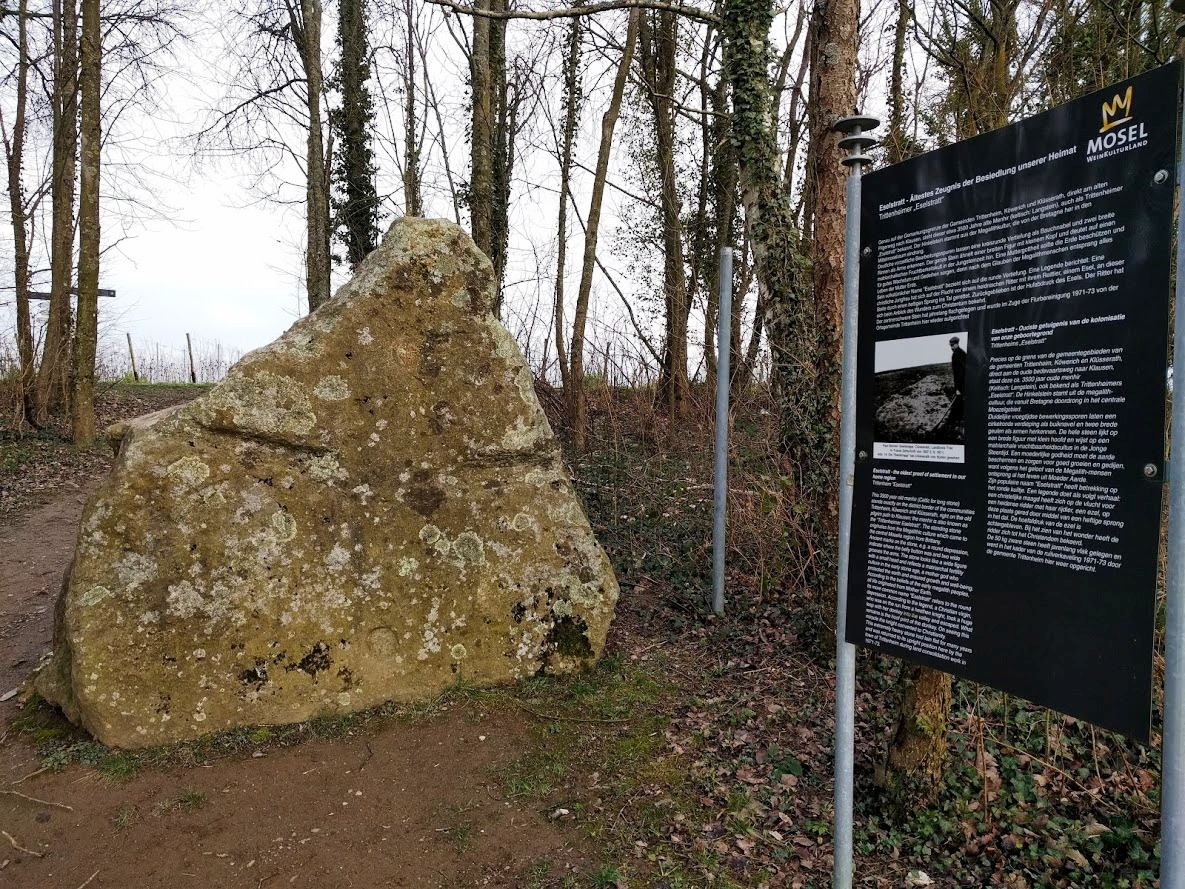
Eselstratt oberhalb von Trittenheim (Mosel)
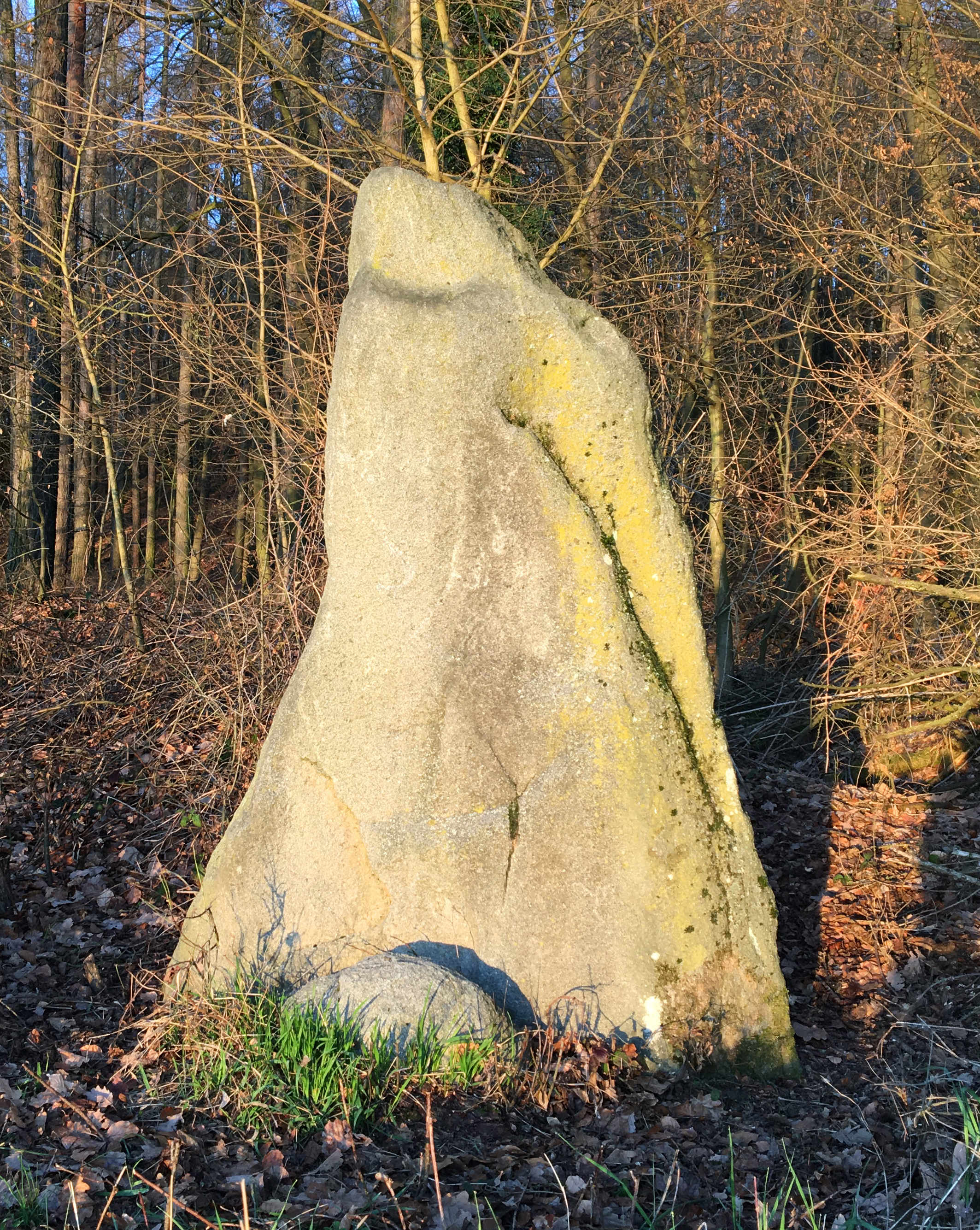
Menhir von Wersau im nördlichen Odenwald
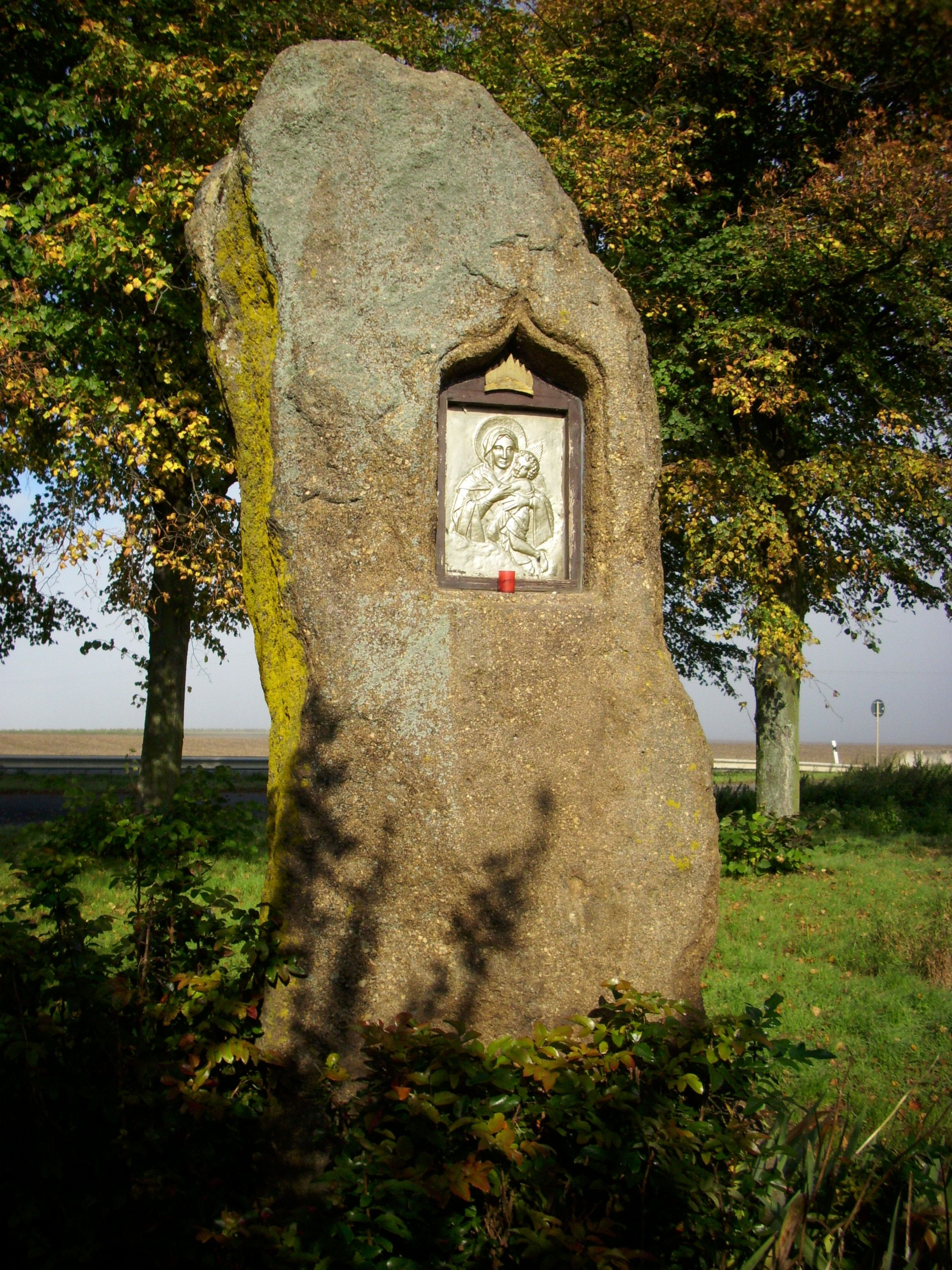
Menhir von Ober-Saulheim

### Schweiz
In der Schweiz sind über einhundert Menhire bekannt. Sie befinden sich größtenteils in der französischsprachigen Westschweiz im Gebiet der Juraseen in den Kantonen Neuenburg (Menhire der Béroche, Menhir von Bonvillars, Menhire von Corcelles) und Waadt (Alignement von Clendy). Aber auch im Gebiet Freiamt und Knonaueramt sind etwa 40 Steinreihen und 9 Steinkreise bekannt.

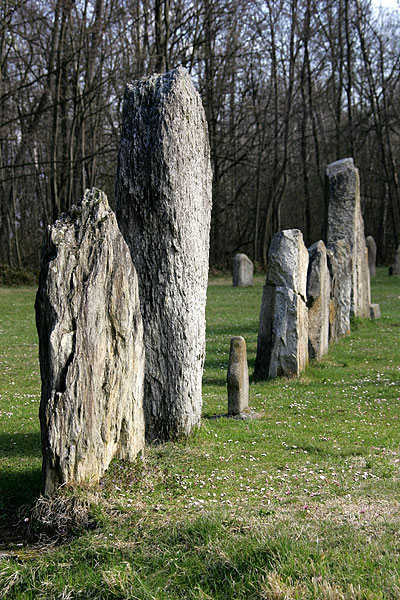
Alignement von Clendy
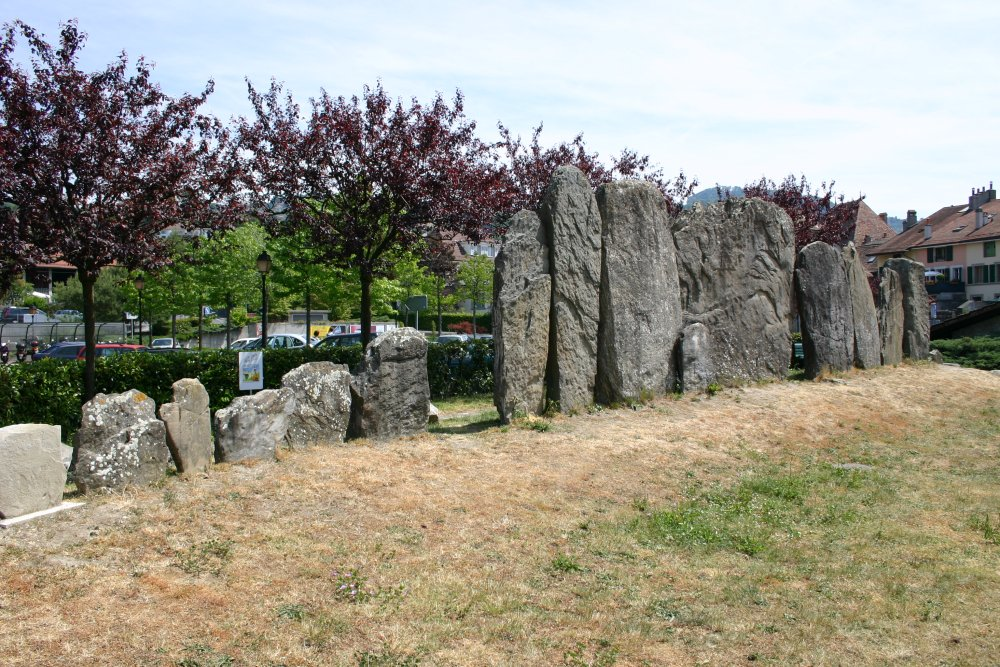
Alignement von Lutry

### Italien

#### Sardinien
Neben einfachen Menhiren (Curru Tundu, Sa Perda Longa) und protoanthropomorphen (Cara Bassa und Cardixeddu, Pranu Muttedu) gibt es auf der Insel vor allem Statuenmenhire.
Auf Sardinien wird eine weitere bearbeitete Form prähistorischer Menhire als Baityloi bezeichnet (italienisch betili).
Fundstätten sind unter anderem:

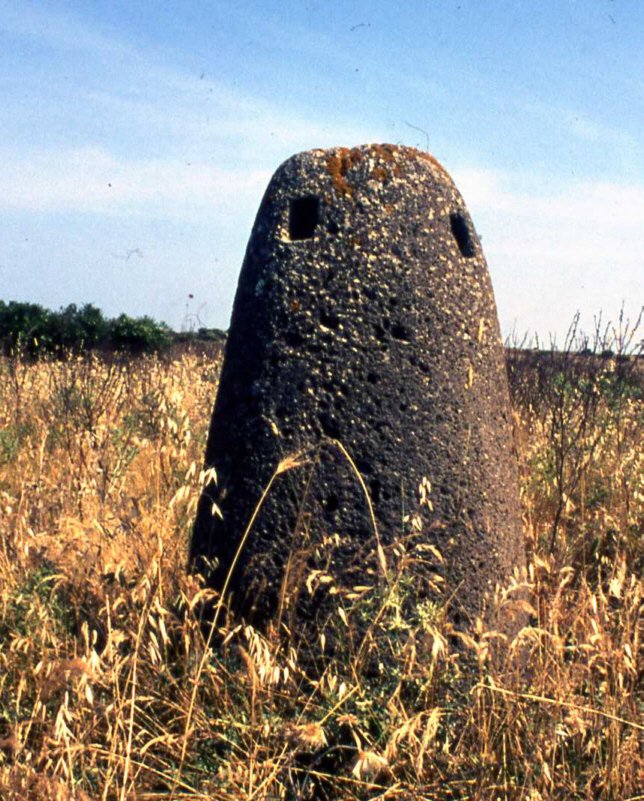
Bätyl von Pischinainos

- Baunei (Provinz Nuoro) bei der Wallfahrtskirche San Pietro di Golgo (mit Antlitz)
- Cuili Piras (Provinz Sud Sardegna)
- Li Muri (Provinz Sassari),
- Pischinainos, Provinz Oristano (mit Augen; siehe Bild)
- Sa Coveccada; etwa 140 m vom Dolmen Sa Coveccada entfernt (bei Mores, Provinz Sassari), vermutlich umgestürzt.
- im Kirchgarten von Santa Caterina di Pittinuri bei Cornus, Provinz Oristano (einer mit Augen)
- im Kirchgarten von „San Lorenzo“ in Silanus (Provinz Nuoro)

Durch Zahnfriese (zinnenförmige Ausbildungen) und Eintiefungen oberhalb der Zugänge ist belegt, dass sie auch als Dreiergruppe über dem Portal von Gigantengräbern (Madau) und Felsengräbern der jüngeren Generation (zum Beispiel Campu Luntanu) standen. In Tamuli stehen sechs Bätyle neben den Überresten mehrerer Gigantengräber. Manche Autoren sehen darin einen Beleg für ein Pantheon von drei männlichen und drei weiblichen Gottheiten.

### Iberische Halbinsel
Die meisten Menhire auf der iberischen Halbinsel verzeichnet Portugal, besonders die Regionen Algarve und Alentejo.
Auch in Spanien gibt es Menhire, unter anderem Statuenmenhire: Bekannt sind der Menhir Ilso de Lodos in Guriezo und der Menhir El Cabezudo in Kantabrien, die Lapa von Gargantáns in der Moraña und der Peña  Hincada in Ortigosa de Cameros in der Rioja.
Eine iberische Besonderheit sind die phallischen Menhire. In Spanien findet man solche im Museum von Vilvestre, in der Reserva Arqueológica Menhires del Valle de Tafí in El Mollar und in Ufones bei Zamora. In Portugal sind es der Menhir da Oliveirinha und der Menhir do Outeiro.

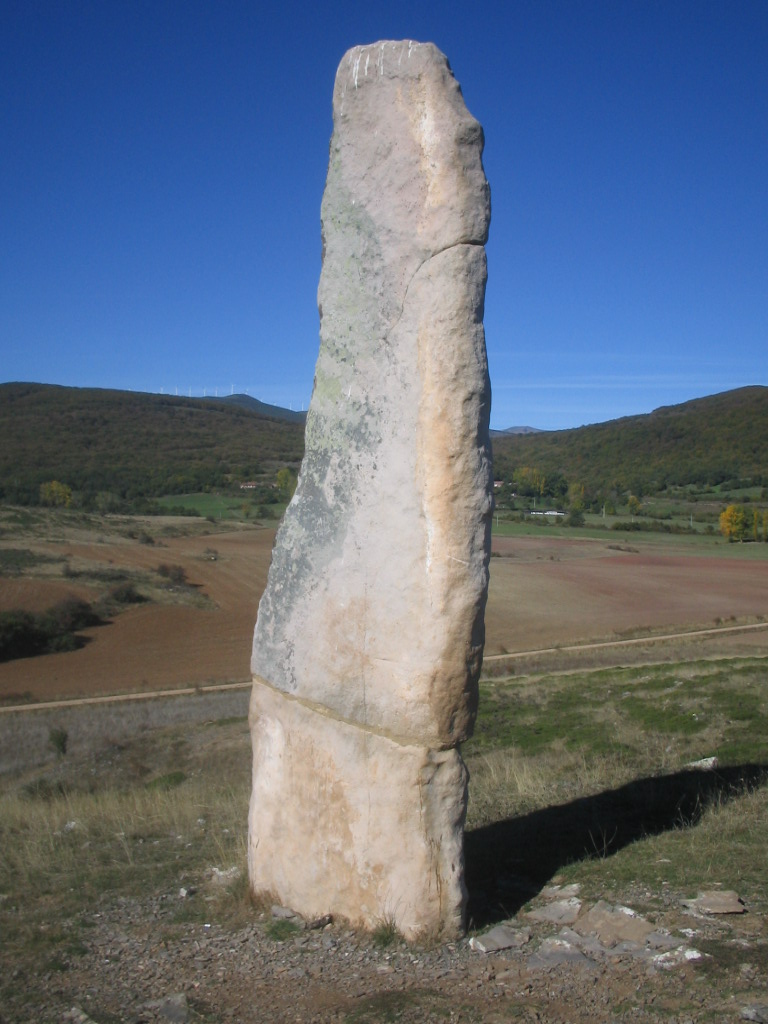
El Cabezudo
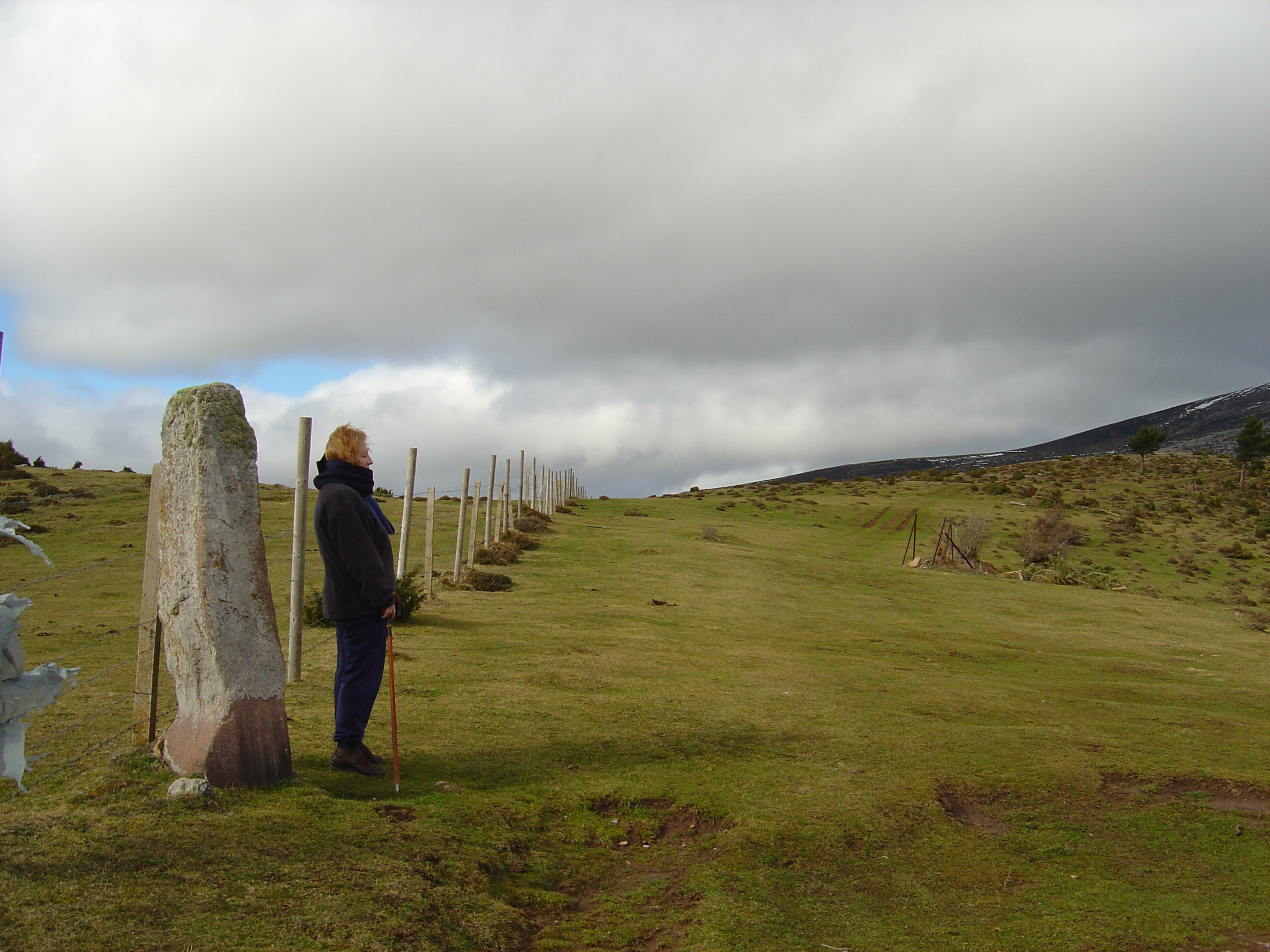
Peña  Hincada
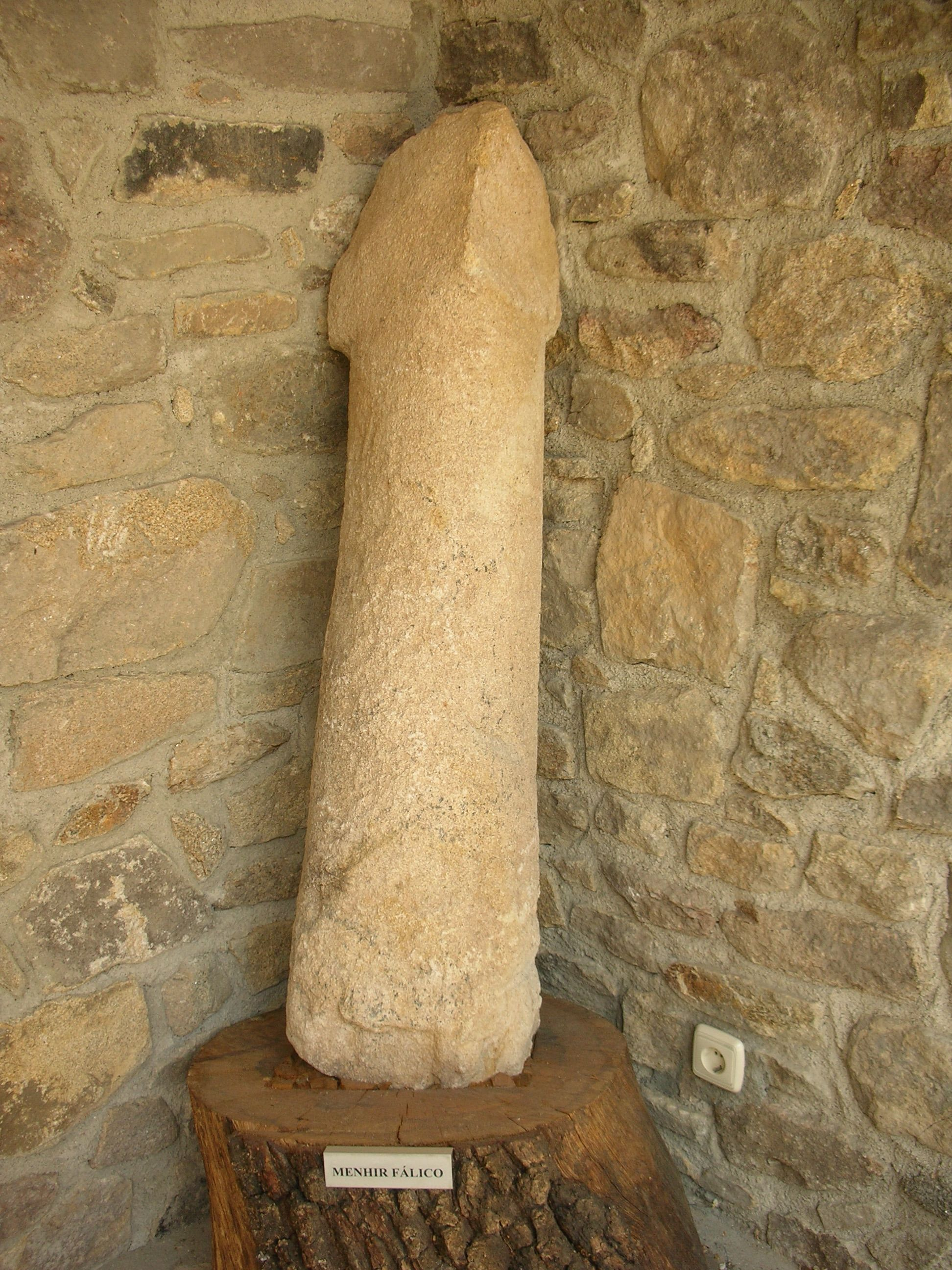
Phallischer Menhir im Museum von Vilvestre
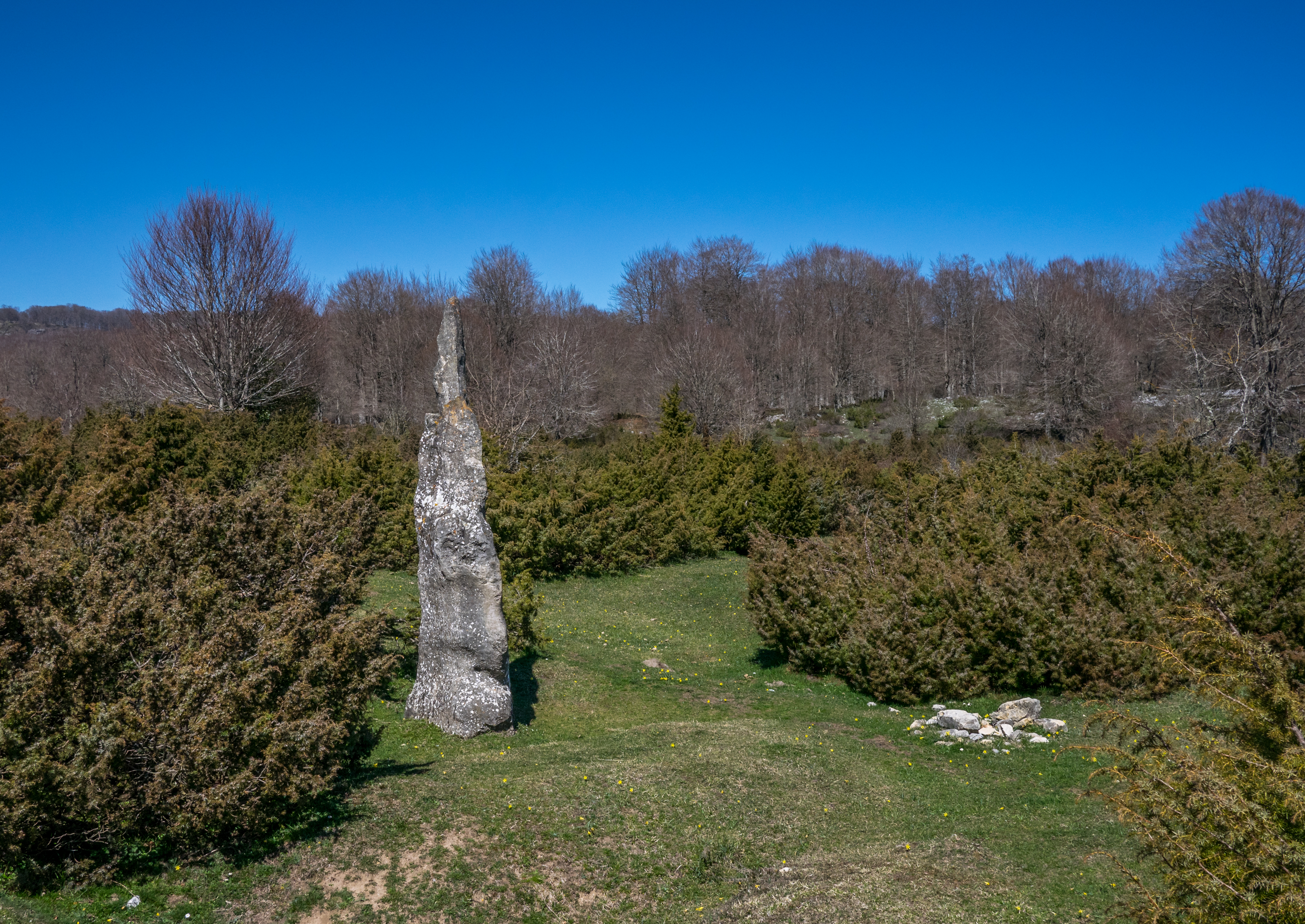
Menhir im Baskenland

### Sonstige
- Der höchste Menhir Belgiens ist der 4,4 Meter hohe Pierre Brunehaut („Brunhilden-Stein“).
- Die Kırıkköy-Menhire befinden sich in Thrakien.
- Auf Malta finden sich einige Menhire.
- Skandinavische Menhire heißen Bautasteine, finnische Napakivi oder Tonttukivi – dt. Elvensteine
- In Nordostindien errichtet das matrilineare Volk der Khasi Erinnerungssteine für ihre Ahnen.

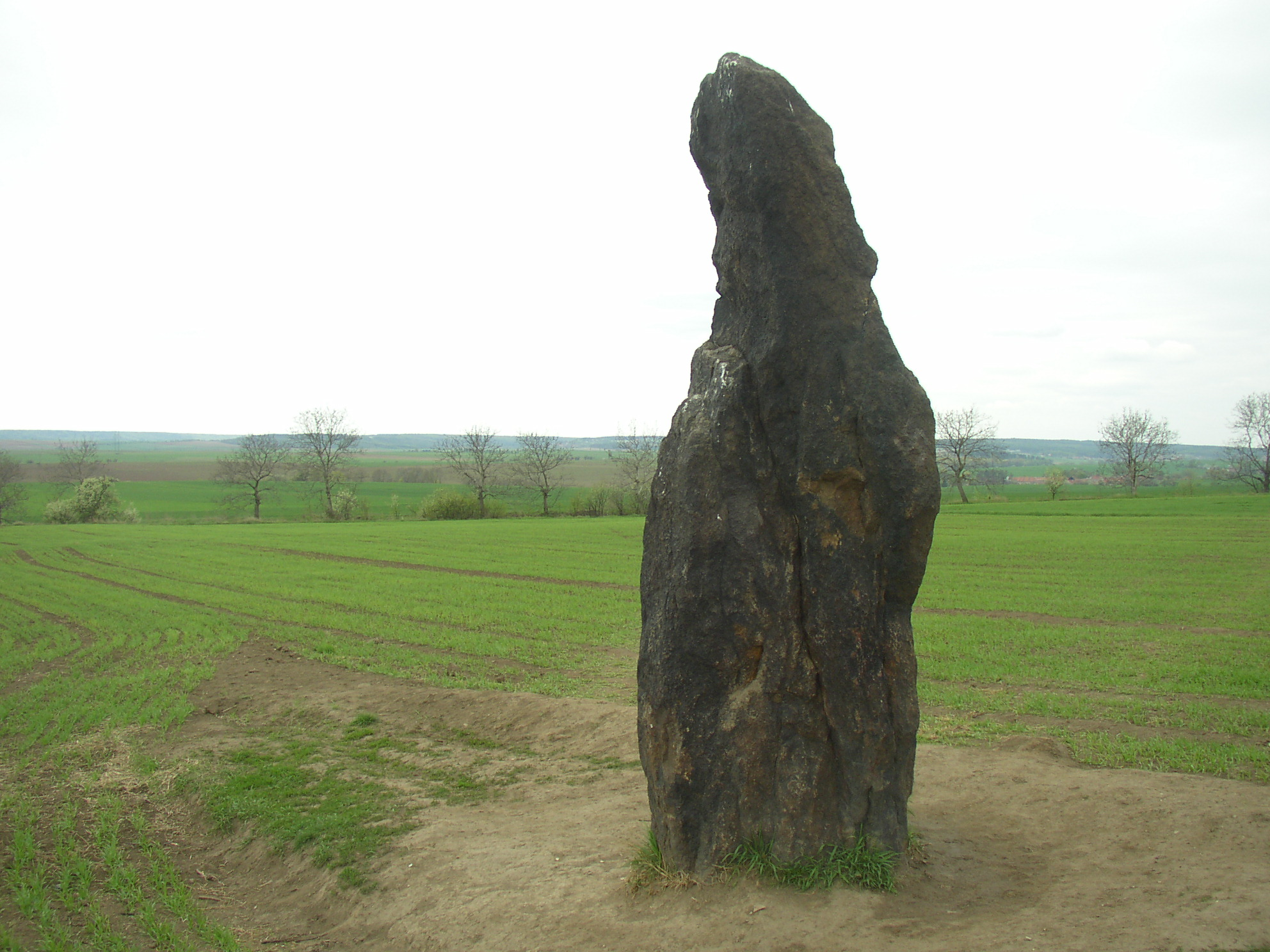
Menhir Zkamenělý pastýř (Versteinerter Hirte) bei Klobuky, Tschechien
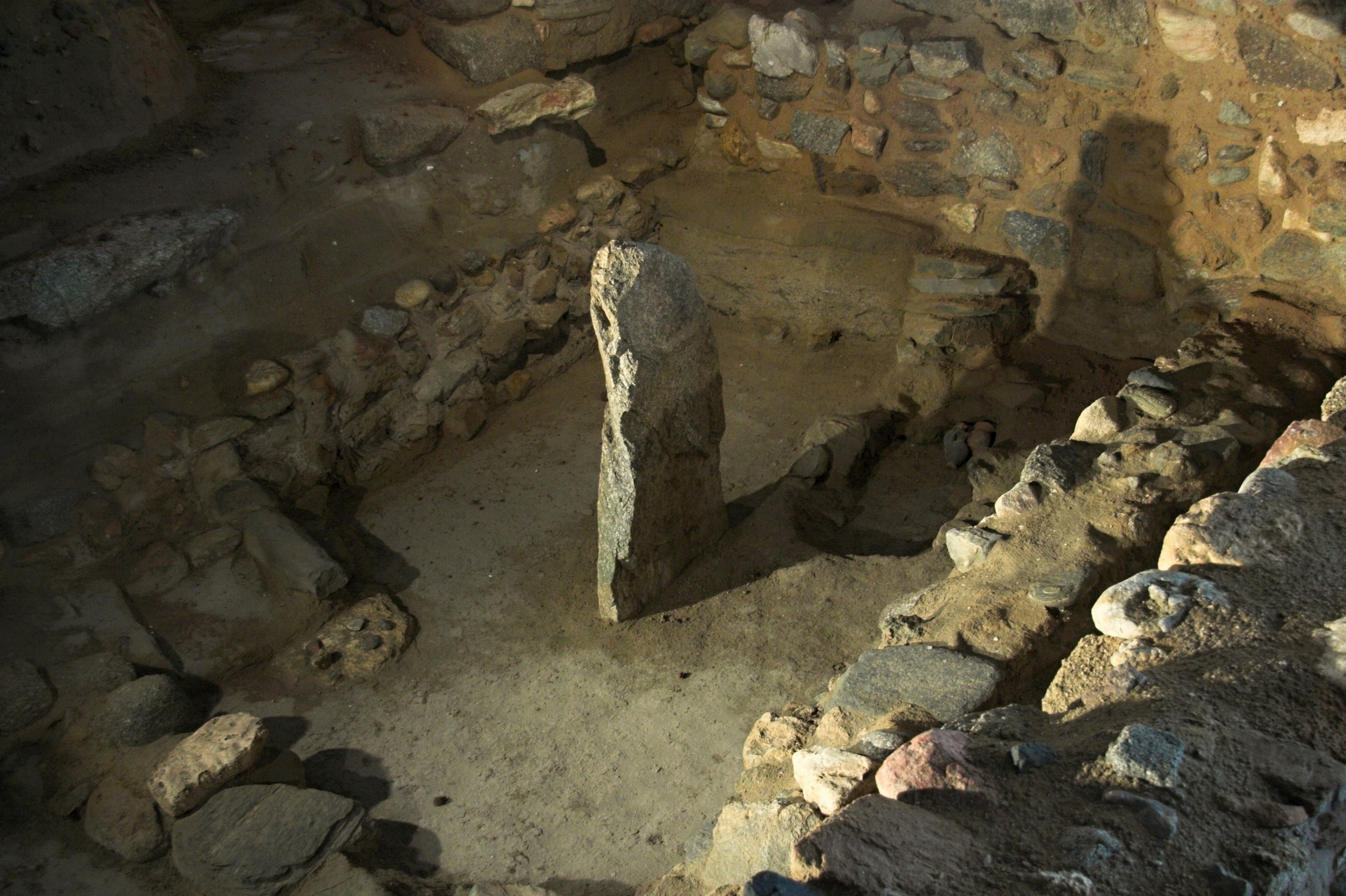
Menhir in einem Grab auf Naxos, Griechenland
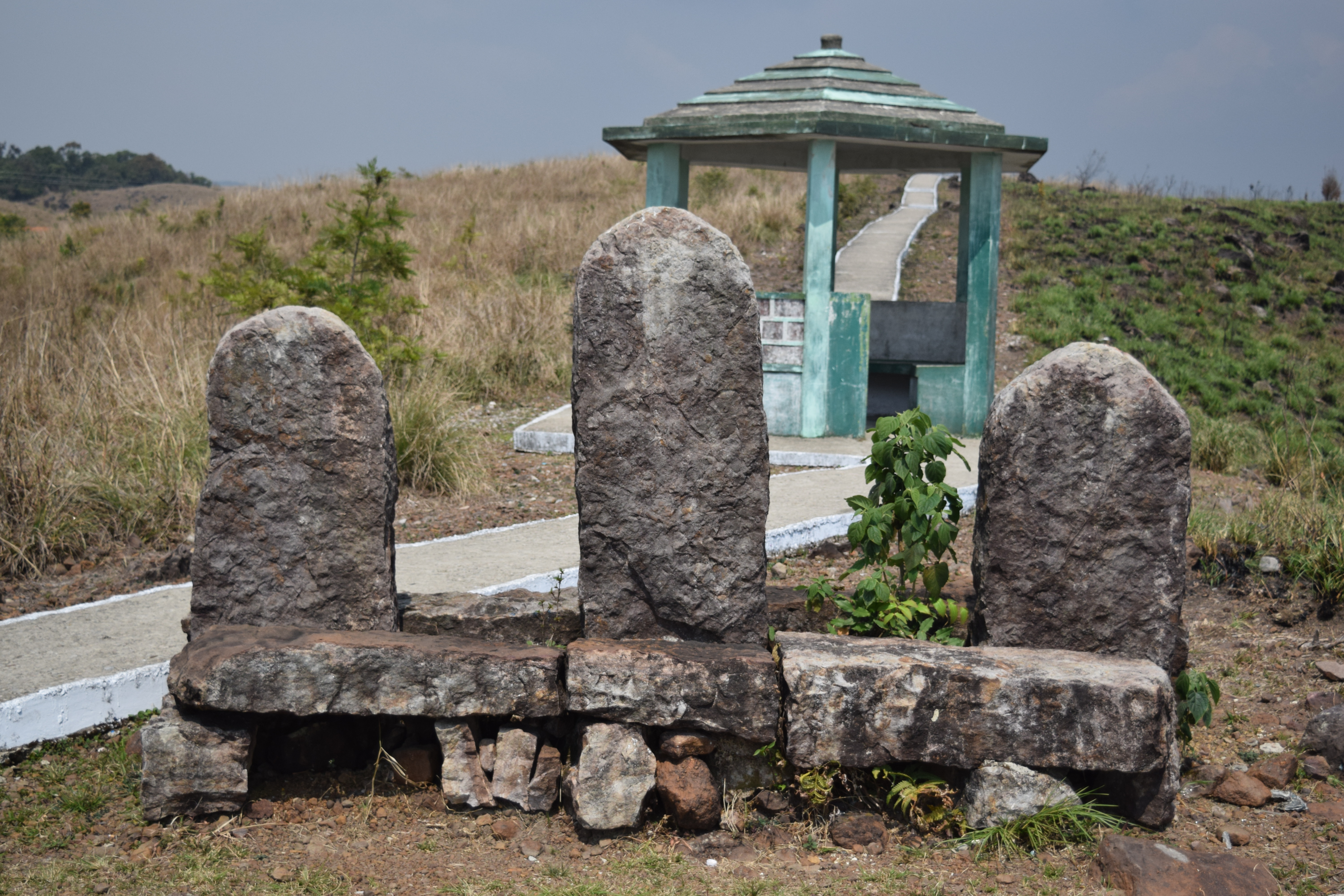
Erinnerungssteine zur Ahnen-Verehrung, Meghalaya (Nordostindien)
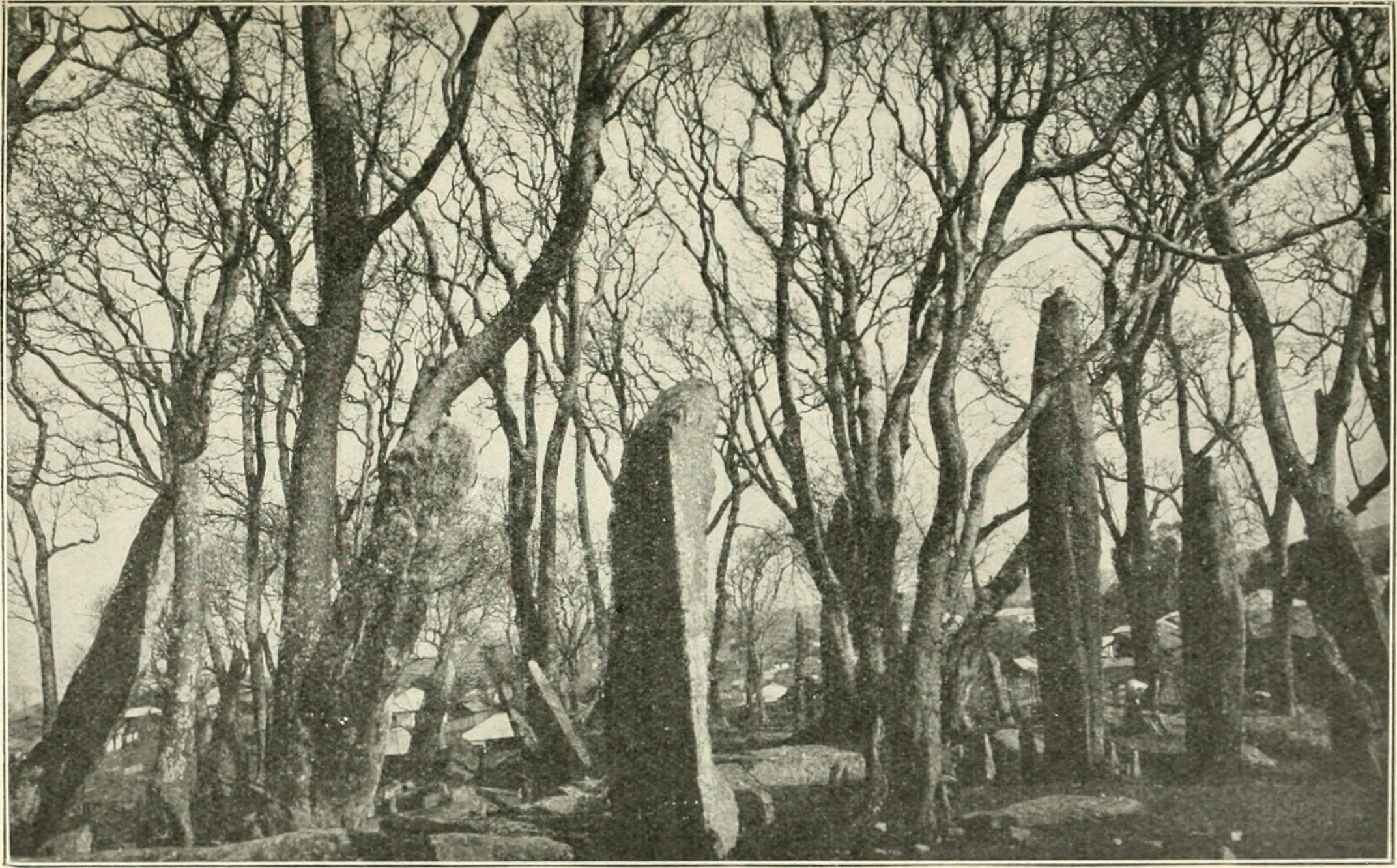
Megalithische Erinnerungssteine aus dem Buch Folk-tales of the Khasis (1920)

## Menhire in Kunst und Literatur
Populär wurden die Hinkelsteine durch die Comics über Asterix den Gallier von René Goscinny und Albert Uderzo. Asterix’ Freund Obelix ist Produzent und Lieferant von Hinkelsteinen. Hinkelsteine sind zwar überwiegend neolithisch, in der Bretagne sind aber auch eisenzeitliche Beispiele – oft kanneliert – bekannt. Die Verbindung von Galliern mit megalithischen Denkmälern geht auf die Antiquare des 18. Jahrhunderts zurück.
Paul Celan hat ein Gedicht mit dem Titel Le Menhir verfasst. Es erschien erstmals 1963 im Gedichtband Die Niemandsrose.
Annette von Droste-Hülshoff schrieb das Gedicht Der Hünenstein. Es erschien 1844 zusammen mit anderen Gedichten im Zyklus Haidebilder.
Siegmar von Schultze-Galléra wurde 1914 vom in Halle (Saale) neben dem Landesmuseum aufgestellten Menhir von Krosigk zu seinem Kunstmärchen über den Schön-Annchen-Stein (Schön Ännchen von Gottgau) inspiriert, den er seit 1885 regelmäßig am damaligen Standort besuchte.
Menhir ist der Name einer 1995 in Thüringen gegründeten Pagan-Metal-Band.